# پیچند

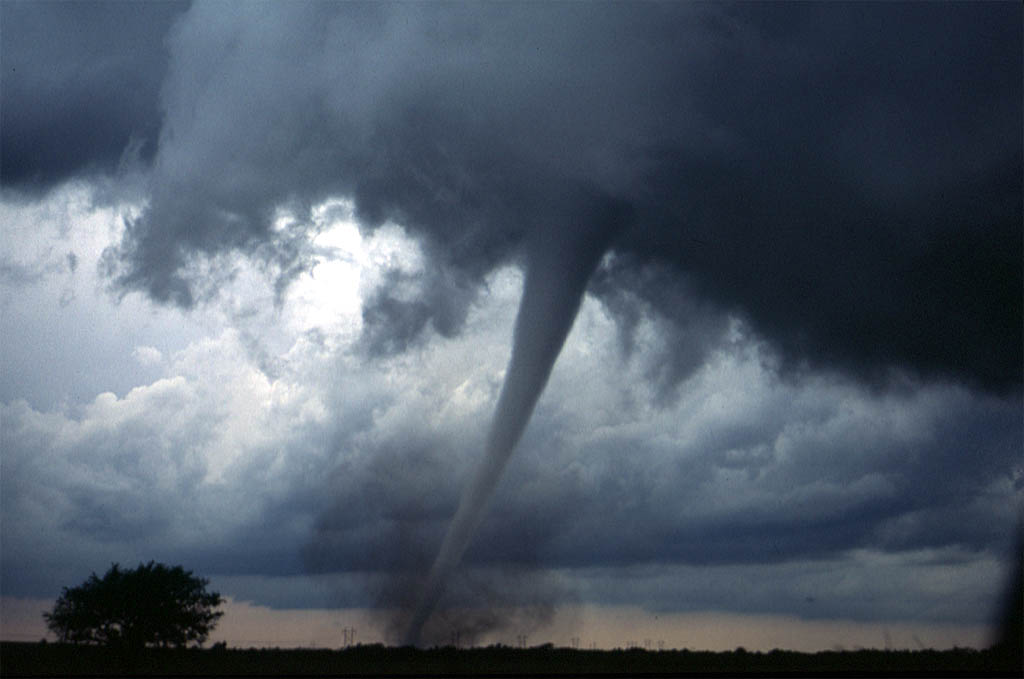
پیچندی نزدیک انادارکو، اکلاهما. این قیف یک لوله نازک است که زمین را به ابرها وصل می‌کند. بخش پایینی این پیچند به‌وسیلهٔ ابری از گرد و غبار پوشیده شده‌است، و بادهای نیرومند پیچند آن را به سمت بالا می‌کشند. شعاع باد پیچند بزرگ‌تر از خود قیف است.

پیچَند، یا توفان پیچنده (به انگلیسی: Tornado)، نوعی از گردباد است که به توده هوای به‌شدت متلاطم گویند که با سطح زمین و یک ابر کومولونیمبوس تماس برقرار کرده، و در برخی موارد اساساً یک ابر کومولونیمبوس است. از آنان با عنوان چرخندها یا طوفان‌ها نام‌می‌برند، اگرچه کلمه چرخند در هواشناسی در یک مفهوم گسترده‌تر، به هر گردش بسته کم‌فشار گفته می‌شود. پیچندها در شکل‌ها و اندازه‌های مختلفی ایجاد می‌شوند ولی در کل شکل ابر قیفی را دارند، که طرف باریک آن با سطح زمین در تماس است و اغلب اوقات با ابری از آوار و گرد و غبار همراه هستند. بیشتر پیچندها سرعتی کمتر از ۱۱۰ مایل بر ساعت (۱۷۷ کیلومتر/ساعت) و ارتفاعی به اندازهٔ ۲۵۰ فوت (۷۶ متر) دارند و پیش از پراکنده شدن، مسافتی در حدود چندین کیلومتر را می‌پیمایند. قدرتمندترین پیچندها، پیچند سال ۱۹۹۹ پل کریک-مور، می‌توانند سرعتی بیش از ۳۰۰ مایل بر ساعت (۴۸۳ کیلومتر بر ساعت) و پهنایی بیش از دو مایل (۳٫۲ کیلومتر) داشته باشند و می‌توانند ده‌ها مایل (بیش از ۱۰۰ کیلومتر) بر روی زمین باقی بمانند.
گونه‌های مختلف پیچندها شامل، فواره زمین، پیچند چندگرداب و پیچند دریایی می‌شود. تنوره‌های دریایی، به‌صورت بادهای مارپیچی قیفشکل شناخته، که به ابرهای عظیم کومه‌ای یا کومه‌ای بارا متصل می‌شوند. این‌ها به‌عنوان پیچندهای غیرمخرب دسته‌بندی می‌شوند که بر سطح آب ایجاد و در این‌که آیا این پیچندها از پیچندهای واقعی محسوب می‌گردند اختلاف نظر وجود دارد. این بادهای مارپیچی قیفی‌شکل، بیشتر در مناطق گرمسیری نزدیک به استوا رخ می‌دهند و در سرزمین‌های قطبی کمتر شایع هستند. دیگر پدیده‌های شبیه به پیچند در طبیعت، تندباد کوتاه‌مدت، تنوره دیو، گردباد آتشین و تنوره بخار هستند؛ بیشتر بادهای رعدوبرق‌زا با پیچندها اشتباه گرفته می‌شوند درحالی‌که عملکردشان کاملاً متفاوت است.
پیچندها در تمامی قاره‌ها به‌جز جنوبگان دیده شده‌اند. درحالی‌که اکثریت قریب به‌اتفاق پیچندها درمنطقه پیچند، منطقه‌ای در ایالات متحده آمریکا، رخ می‌دهند، ولی امکان رخداد آن در همه جای آمریکای شمالی وجود دارد. همچنین در مناطقی از جنوب آسیا و آسیای شرقی، شمال و شرق و مرکز آمریکای جنوبی، جنوب آفریقا، شمال‌غربی و جنوب شرقی اروپا، غرب و جنوب شرقی استرالیا و نیوزیلند دیده می‌شوند. پیچندها را می‌توان از طریق رادار دوپلر پالس با استفاده از الگوهای سرعت و بازتاب پیش‌بینی کرد، همچنین امکان استفاده از اکو هوک یا حوزه‌های تخریب یا استفاده از لکه‌های طوفان وجود دارد.
چندین معیار برای اندازه‌گیری قدرت و میزان تخریب پیچندها وجود دارد. مقیاس فوجیتا پیچندها را بر اساس قدرت تخریب و خسارتی که برجای گذاشته‌اند، می‌سنجد و امروزه در بسیاری از کشورها نسخهٔ به‌روز شدهٔ آن مقیاس فوجیتای افزوده جایگزین شده‌است. یک پیچند F0 یا EF0، ضعیف‌ترین نوع، می‌تواند به درختان خسارت زده اما به تأسیسات اساسی صدمه‌ای نمی‌زند. یک پیچند F5 یا EF5، قوی‌ترین نوع، به پایه‌های ساختمان‌ها آسیب می‌زند و می‌تواند آسمان‌خراش‌ها را دچار حادثه کند. مقیاس TORPO نیز از T0 برای پیچندهای بسیار ضعیف تا T11 برای قدرتمندترین پیچندها دسته‌بندی می‌شود. اطلاعات رادار هواشناسی داپلر، تصویرسنجی، و الگوهای چرخش زمین (علائم چرخزاد) نیز برای تعیین شدت و دسته‌بندی پیچندها به کار می‌روند.

## واژه‌شناسی
واژهٔ انگلیسی Tornado از واژهٔ اسپانیایی Tronada که به‌معنی "طوفان همراه با رعدوبرق" بوده گرفته شده‌است. خود این کلمه نیز از واژهٔ لاتین Tonare به‌معنای "رعدوبرق زدن" است. لغت امروزی، تقریباً از ترکیب کلمات اسپانیایی Tronada و Tornar ("دگرگونی") تشکیل شده‌است؛ درحالی‌که، ممکن است این یک شبه‌ریشه‌شناسی باشد. پیچند همچنین عموماً با عنوان «گردباد» و در محاوره‌های قدیمی با عنوان چرخزاد شناخته می‌شود. واژهٔ «چرخزاد» به‌صورت هم‌معنی با واژهٔ «پیچند» در فیلم جادوگر شهر از در سال ۱۹۳۹ نیز مورد استفاده قرار گرفته‌است. واژهٔ «گردباد» نیز در آن فیلم استفاده شده، و عنوان فیلم گردباد سال۱۹۹۶ نیز با موضوع پیچند بود.

## تعریف

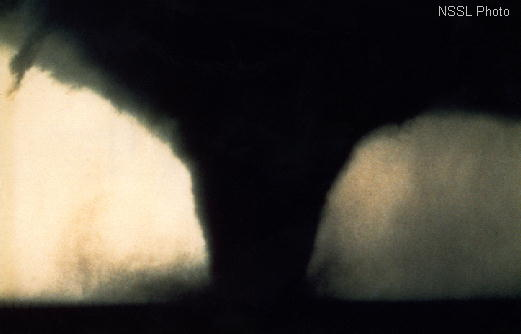
یک پیچند در نزدیکی سیمور، تگزاس

پیچند یک توده هوای چرخان بسیار شدید است که به زمین متصل بوده از یک ابر کومه‌ای آویزان بوده و بسیاری از اوقات (و نه همیشه) شبیه ابری قیف‌مانند دیده می‌شود. برای این‌که یک گردباد جزو پیچندها محسوب شود، باید هم‌زمان هم با زمین و هم با ابر در تماس باشد. محققان تا کنون تعریف مشخص و کاملی برای این واژه نیافته‌اند؛ برای مثال، در این‌که آیا در هنگام تماس با زمین باید همان قیف یک گردباد جداگانه را تشکیل دهد اختلاف نظر وجود دارد. پیچند همچنین به پیچاپ هوا، و نه چگالش ابر، اشاره دارد.

### ابر قیف‌مانند

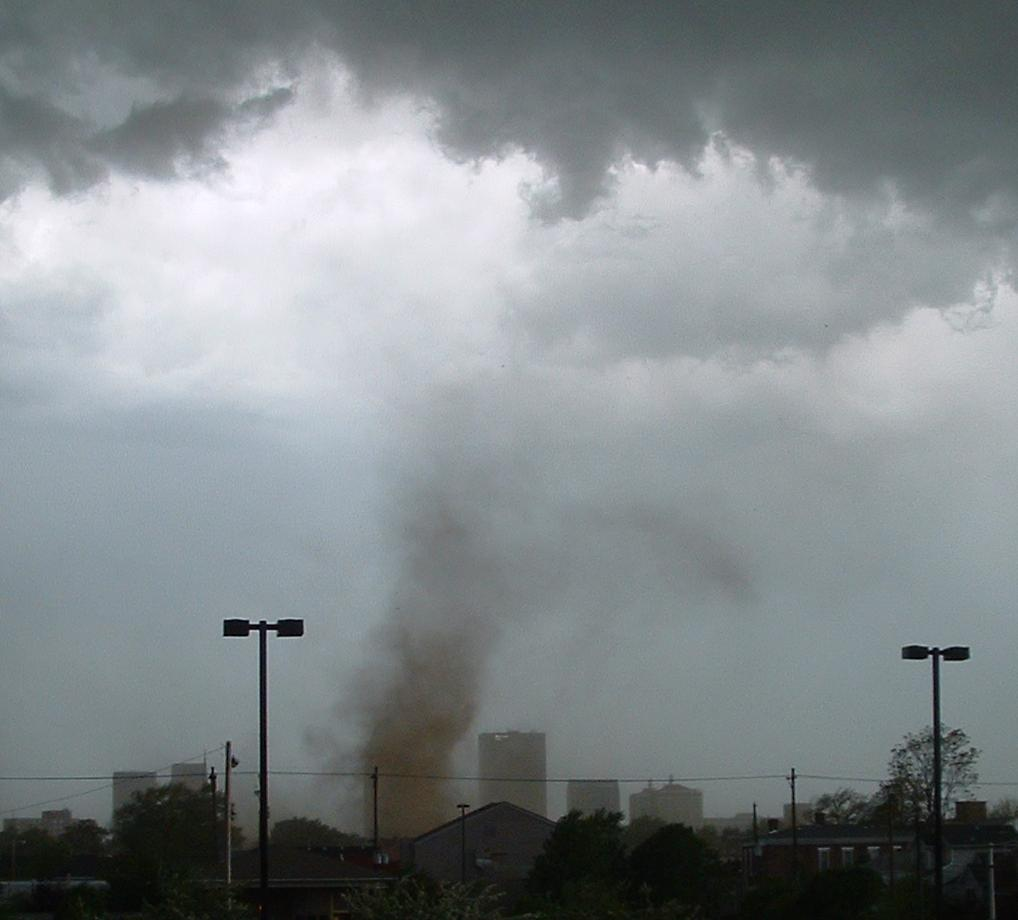
این پیچند ابر قیف‌شکل ندارد؛ درحالی‌که ابرهای چرخان، نشان می‌دهند که بادهای قدرتمند در سطح زمین نیز رخ می‌دهند، در نتیجه این یک پیچند واقعی است.

پیچند لزوماً مرئی نیست، درحالی‌که شدت فشار کم ناشی از وزش شدید باد (که توسط معادلهٔ برنولی توضیح داده شد) و چرخش سریع که معمولاً سبب ایجاد بخار آب درهوا شده تا قطرات ریز ابر را با توجه به سرمایش بی‌دررو متراکم سازد. در نتیجه یک ابر قیف‌شکل مرئی یا قیف متراکم تشکیل می‌شود.
اختلاف نظرهایی در خصوص تعریف ابر قیف‌شکل یا قیف متراکم وجود دارد. با توجه به واژه‌نامهٔ هواشناسی، ابر قیف‌شکل ابری است که از یک ابر کومه‌ای یا ابر کومه‌ای بارا آویزان است، در نتیجه بیشتر پیچندها شامل این تعریف می‌شوند. در میان هواشناسان، ابر قیف‌شکل، ابر دواری است که، لزوماً با بادهای قوی در ارتباط نیست، و قیف متراکم عبارتی کلی برای هر دو ابر دوار در زیر ابر کومه‌ای شکل است.
پیچندها معمولاً به‌صورت ابر قیف‌شکل، که ارتباطی با بادهای قوی سطح زمین ندارند، شروع می‌شوند و همهٔ ابرهای قیف‌شکل، پیچند نیستند. بیشتر پیچندها در سطح زمین بادهای قدرتمندی تولید می‌کنند که تشخیص ابر قیف‌شکل از پیچند برای ناظران از فواصل دور بسیار دشوار است.

### وقوع و خانواده
بسیاری از اوقات یک طوفان می‌تواند بیش از یک پیچند ایجاد کند که گاهی به‌صورت هم‌زمان و گاهی به‌صورت جدا از هم رخ می‌دهند. پیچندهای دوگانه که توسط یک سلول طوفانی رخ می‌دهند، «خانوادهٔ پیچند» نامیده می‌شوند. بسیاری از پیچندها از همان سیستم طوفان دریک مقیاس بزرگ‌تر رخ می‌دهند. اگر وقفه‌ای در این فرایند ایجاد نشود، وقوع پیچند رخ داده‌است. (اگرچه وقوع پیچند معانی دیگری نیز دارد) یک بازهٔ زمانی خاص از وقوع چندین پیچند در یک منطقهٔ خاص، سلسله وقوع پیچند و گاهی وقوع مدید پیچند نامیده می‌شود.

## ویژگی‌ها

### اندازه و شکل

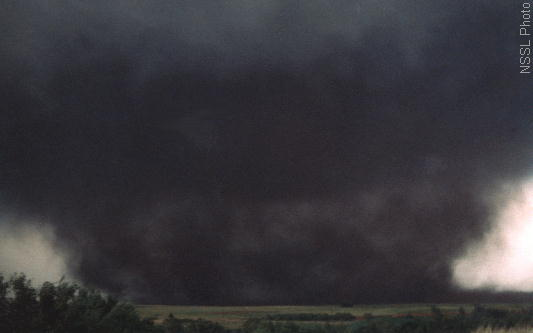
یک توده پیچند، با پهنایی در حدود یک مایل، در ماه مه سال ۱۹۸۱ در اکلاهاما روی‌داد.

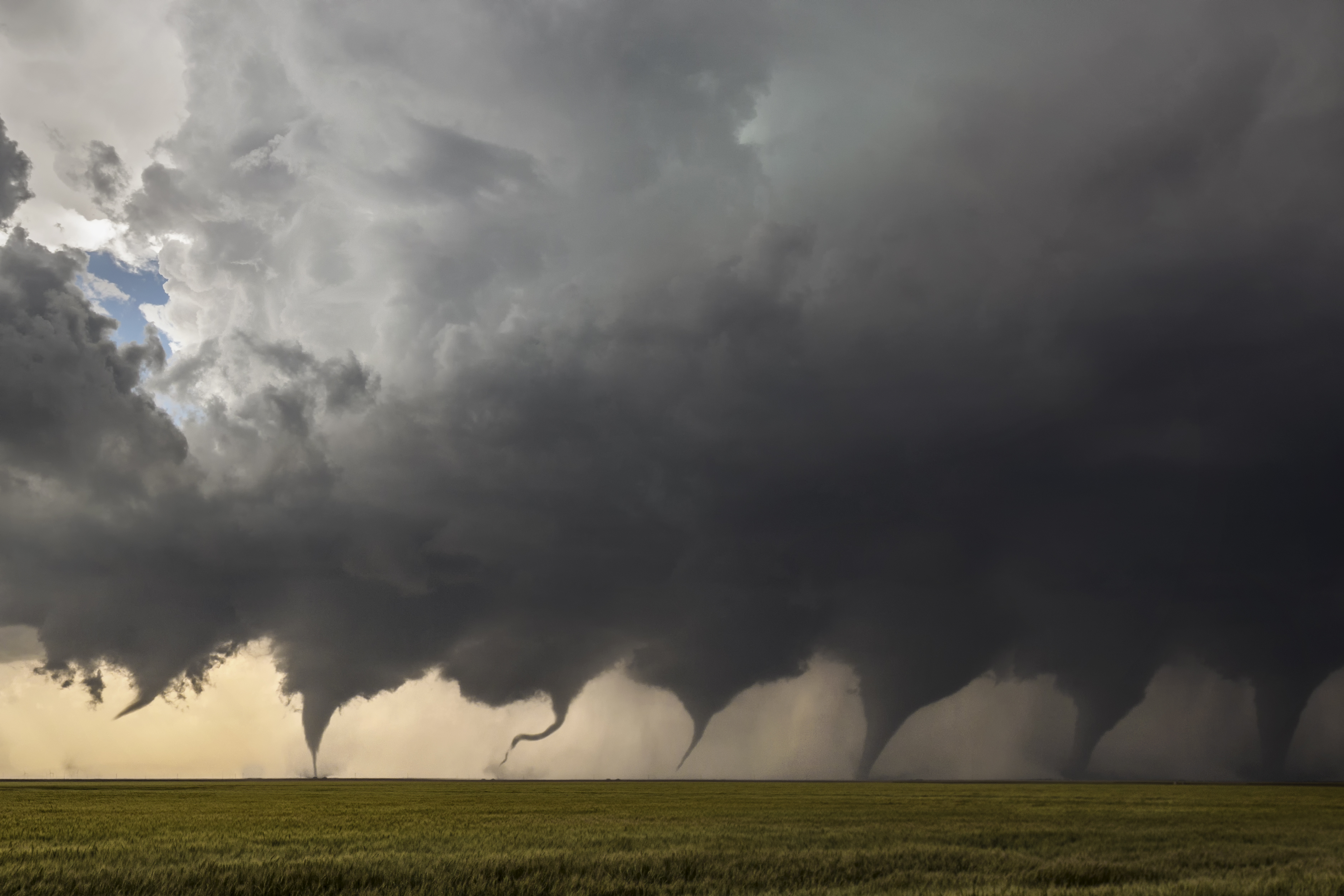
این تصویر که از ۸ تصویر تشکیل شده‌است، پیچندی است که در سال ۲۰۱۶ در ایالت کانزاس به‌وجود آمده‌است.

بیشتر پیچندها به شکل قیف باریکی، با پهنایی در حدود چندصد یارد (متر)، و ابر کوچکی از گردوغبار در نزدیکی زمین ظاهر می‌شوند. پیچندها در زیر باران یا گردوغبار به خوبی دیده می‌شوند. این پیچندها بسیار خطرناک هستند، اگرچه هواشناسان باتجربه نیز ممکن است شاهد آن نباشند. پیچندها در شکل‌ها و سایزهای مختلفی ظاهر می‌شوند.
فواره‌های کوچک و ضعیف، به‌صورت دایره‌های کوچکی از گردوغبار بر روی زمین دیده می‌شوند. اگرچه در مورد قیف‌های غلیظ‌تر، اگر سرعت باد سطح مرتبط بیشتر از ۴۰ مایل بر ساعت باشد، ممکن است در تمام سطح زمین گسترش نیابد، در نتیجه جریان مورد نظر یک پیچند در نظر گرفته می‌شود. پیچندهایی که در مناطق نزدیک به استوا و ارتفاع نسبتاً کمی رخ می‌دهند به پیچندهای «لوله بخاری» معروف‌اند. پیچندهای تک‌گردابی بزرگ، همچون گُوِه‌هایی که به داخل زمین گیر کرده‌اند دیده می‌شوند، و به همین دلیل «پیچند گوه» یا «گوه» نام‌دارند. دسته‌بندی «لوله بخاری» نیز اگر مشخصاتی متناسب با نوع بالا داشته‌باشد، جزو این نوع از پیچندها قرار می‌گیرد. گاهی ممکن‌است پهنای گوه زیاد باشد، در نتیجه گوه به‌شکل توده‌ای از ابر دیده می‌شود. حتی محققان پیچندشناسی نیز قادر به تشخیص ابرهای آویزان و پیچندهای گوه از فواصل دور نیستند. اغلب پیچندها به‌شکل گوه هستند.

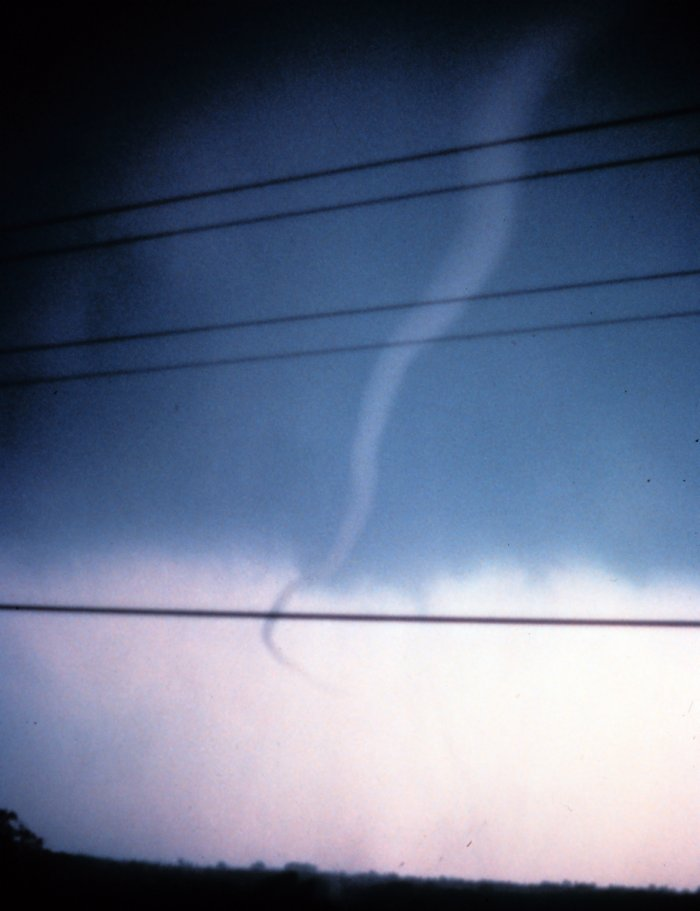
گردباد طنابی در مرحلهٔ از هم پاشیدن، تیکامسا، اکلاهما

پیچندها در مرحلهٔ ازهم‌پاشیدن به‌شکل لوله‌های باریک یا طناب دیده می‌شوند و با پیچ‌وتاب‌هایی به اشکال پیچیده‌ای تبدیل می‌شوند. این پیچندها را «طناب‌زن» یا «پیچند طنابی» می‌نامند. هنگامی‌که پیچندها به‌شکل طناب در می‌آیند، طول قیف افزایش یافته، در نتیجه با توجه به تکانه زاویه‌ای، قدرت باد، این قیف‌ها را ضعیف می‌کند. پیچندهای چندگردابی می‌توانند به‌شکل خانواده‌ای که حول یک مرکز مشترک چرخش می‌کنند پدیدار شوند، و گاهی نیز به‌طور کامل در زیر تراکمی از گردوغبار و زباله‌ها، پنهان‌شده و به‌شکل یک قیف تکی دیده می‌شوند.
در ایالات متحدهٔ آمریکا، پیچندها به‌طور متوسط پهنایی به عرض ۵۰۰ فوت (۱۵۰ متر) دارند و مسافتی در حدود ۵ مایل (۸ کیلومتر) را طی می‌کنند. طیف گسترده‌ای از اندازه‌های پیچندها وجود دارد. پیچندهای ضعیف‌تر یا پیچندهای قدرتمند، می‌توانند گاهی بسیار باریک، در حدود چند فوت یا چند متر، باشند. گزارش‌هایی مبنی بر خسارت توسط پیچند ۷ فوتی (۲ متری) نیز وجود دارد. در دیگر سمت طیف، پیچندهای گوه‌ای قراردارند که می‌توانند خسارتی در وسعت یک مایلی (۱٫۶ کیلومتری) ایجاد کنند. پیچند سال ۲۰۰۴ هالام، نبراسکا پهنایی به وسعت ۲٫۵ مایل (۴ کیلومتر) داشت.

### شکل و ظاهر
پیچندها با توجه به محیطی که در آن شکل می‌گیرند، طیف گسترده‌ای از رنگ‌ها را دارا هستند. پیچندهایی که در محیط‌های خشک شکل می‌گیرند، تقریباً قابل مشاهده نیستند و فقط زباله‌هایی که در ته قیف قرار دارند، دیده می‌شوند. قیف‌های متراکمی که زبالهٔ اندکی با خود حمل می‌کنند، به‌رنگ خاکستری یا سفید دیده می‌شوند. پیچندهایی که بر روی آب شکل می‌گیرند (گرداب) به‌رنگ سفید یا آبی تبدیل می‌شوند. قیف‌های کم‌سرعت که به‌طور قابل ملاحظه‌ای زباله را در خود جمع کرده‌اند، معمولاً به رنگ تیره یا رنگ زباله‌ها قابل رویت هستند. پیچندهای دشت‌های بزرگ آمریکا به‌دلیل رنگ قرمز خاک، به‌رنگ قرمز، و پیچندهایی که در کوهستان‌ها رخ می‌دهند به‌دلیل وجود برف، به‌رنگ سفید دیده می‌شوند.

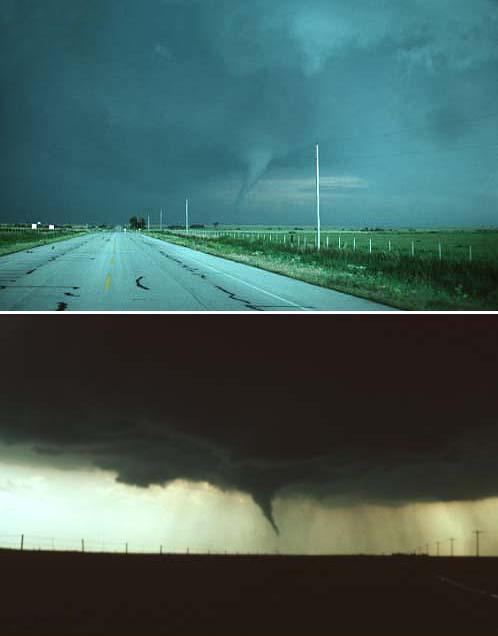
تصاویر پیچند ۳۰ مه ۱۹۷۶، واوریکا، اکلاهما که هم‌زمان توسط دو عکاس گرفته شده‌است. در تصویر بالا، پیچند در پس‌زمینه‌ای از نور خورشید قرار دارد که از پشت دوربین تابیده‌است، در نتیجه پیچند، رنگی مایل به آبی دارد. در تصویر پایین که دوربین در خلاف جهت قرار دارد، خورشید پشت پیچند قرار گرفته و ظاهری تیره به آن داده‌است.

شرایط نوری در شکل و رنگ پیچند بسیار مؤثر است. پیچندهایی که نور پس‌زمینه دارند (خورشید پشت پیچند قرار گرفته‌است) بسیار تیره دیده می‌شوند. اگر نور خورشید پشت بیننده باشد، همین پیچند به‌رنگ خاکستری یا سفید روشن مشاهده می‌شود. پیچندهایی که در هنگام غروب آفتاب رخ می‌دهند، می‌توانند رنگ‌های مختلفی از جمله زرد، نارنجی و صورتی به خود بگیرند.
گردوغبارهای ناشی از باد و رعدوبرق، باران‌های سنگین و تگرگ، و تاریکی شب عواملی هستند که می‌توانند دید قابلیت مشاهده پیچندها را کاهش دهند. پیچندهایی که در این شرایط آب‌وهوایی رخ می‌دهند به‌دلیل این‌که فقط رادار هواشناسی قادر به مشاهدهٔ آن است، بسیار خطرناک هستند. مهم‌ترین پیچندها که تحت طوفان شکل می‌گیرند، و باران‌زا هستند، قابل‌مشاهده‌اند.
شواهدی همچون دوپلر چهارچرخ، تصاویر رادار موبایل و شاهدان عینی بر این موضوع اعتقاد دارند که، بیشتر پیچندها یک مرکز روشن و آرام با فشار بسیار کم دارند که شبیه به چشم توفان، یک توفند دارند. رعدوبرق همان دلیل روشنایی فضای داخلی یک پیچند است که بر اساس ادعای آنان مشاهده شده‌است.

### چرخش و دوران
پیچندها در حالت طبیعی به‌شکل چرخند می‌چرخند. (با استفاده از تصاویر هوایی در نیم‌کره شمالی در خلاف جهت عقربه‌های ساعت و در نیم‌کره جنوبی در جهت عقربه‌های ساعت چرخش دارند). درحالی‌که طوفان‌های با مقیاس بزرگتر با توجه به اثر کوریولیس چرخش چرخندی دارند، چنان‌که در عدد روسبی اشاره شده‌است، رعدوبرق‌ها و پیچندها به اندازه‌ای کوچک هستند که تأثیر مستقیم اثر کوریولیس چندان اهمیتی ندارد. پیچندها حتی زمانی که اثر کوریولیس نادیده گرفته شود، در شبیه‌سازی عددی، چرخشی چرخندی دارند. مزوطوفان‌های کم‌ارتفاع چرخش‌های خود را مدیون فرآیندهای پیچیدهٔ محیطی هستند.

### صدا و لرزه‌نگاری
پیچندها صداهای مختلفی براساس صوت‌شناسی فرکانس‌های صوتی ایجاد می‌کنند که مکانیسم‌های چندگانه‌ای دارند. صداهای مختلفی از پیچندها ثبت شده‌است که بر اساس مشاهدات، بسیار شبیه به صدای غرشی است که از تماس اجسام با زمین ایجاد می‌شود. آنچه که بیشتر گزارش شده، صداهایی همچون صدای قطار باری، صدای آبشار، موتور جتی که در نزدیکی است یا ترکیبی از این صداها را شامل می‌شد. بسیاری از پیچندها هستند که صدایشان از فواصل دور قابل شنیدن نیستند؛ طبیعت و انتشار صداهای قابل شنیدن بستگی به شرایط جوی و توپوگرافی دارد.
بادهای دوران پیچند و پیچش‌های تشکیل‌دهنده، و همچنین تعامل جریان هوا با سطح زمین، منجر به ایجاد صدا می‌شود. ابرهای قیفی شکل نیز تولید صدا می‌کنند. ابرهای قیفی‌شکل و پیچندهای کوچک، صداهایی همچون سوت زدن، جیغ، زمزمه یا وزوز تعداد بی‌شماری زنبور عسل، یا هارمونی کم‌وبیشی دارند، این درحالی است که بسیاری از پیچندها صداهایی همچون غرش عمیق مستمر، یا صداهای نامنظمی دارند.
از آن‌جایی‌که بیشتر پیچندها هنگامی‌که نزدیک سطح زمین هستند صدایشان قابل شنیدن است، در نتیجه از صدا برای هشدار پیچند نمی‌توان استفاده کرد. پیچندها تنها منبع برای صداهایی همچون رعدوبرق شدید نیستند. هر باد قوی و آسیب‌رسان، رگبار و تگرگ شدید و رعدوبرق‌های مداوم ممکن است صدای غرش تولید کنند.

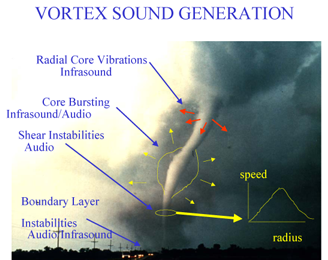
یک تصویر از تولید فروصوت در پیچند، که از طریق برنامه فروصوت سیستم آزمایشگاه تحقیقات زمین به‌دست آمده‌است.

پیچندها همچنین صداهای فروصوت تولید می‌کنند که غیرقابل شنیدن هستند،
با توجه به انتشار از راه دور بافرکانس پایین، تلاش‌های ادامه‌داری برای توسعه و پیشرفت پیش‌بینی پیچندها، و تولید دستگاه‌هایی با ارزش برای درک مورفولوژی، دینامیک و ایجاد پیچندها انجام می‌گیرد. پیچندها همچنین اثراتی درلرزه‌شناسی تولید می‌کنند که در درک روند و پژوهش در زمینهٔ جداسازی کاربرد دارد.

### الکترومغناطیس، رعدوبرق و دیگر اثرات
پیچندها در طیف الکترومغناطیسی، امواج رادیویی و اثرات میدان الکتریکی را منتشر می‌کنند. همچنین همبستگی بین پیچندها و الگوهای رعدوبرق وجود دارد. طوفان‌های پیچندی کمتر از دیگر طوفان‌ها دارای رعدوبرق هستند. بیشتر اوقات، فعالیت‌های رعدوبرقی که از ابرها به زمین می‌رسند، هنگامی که پیچند در سطح زمین حرکت می‌کند کاهش می‌یابد. در بسیاری از موارد، پیچندهای شدید و رعدوبرق‌ها نشان از تسلط قطب مثبت در هنگام تخلیه و افزایش غیرعادی آن می‌دهند. الکترومغناطیس و رعدوبرق تأثیر بسیار اندکی با محرک‌های پیچندها دارند (پیچندها اساساً یک پدیده ترمودینامیکی هستند)، اگرچه به احتمال فراوان ارتباطی میان طوفان و محیط‌زیست وجوددارد که هردو پدیده را تحت‌تأثیر قرار می‌دهد.
فروزندگی در گذشته گزارش شده‌است و احتمالاً با توجه به برداشت اشتباه از منابع نوری خارجی همچون نور شهر، و فلش الکتریکیاز خطوط آسیب‌دیدهٔ برق، به‌عنوان منابع داخلی در گزارش‌ها متداول نیستند و برای کسانی که آن را گزارش کرده‌اند شناخته شده نیستند. علاوه بر بادها، پیچندها تغییراتی در متغیرهای جوی مانند دما، رطوبت و فشار جو را نشان می‌دهند. برای مثال، در ۲۴ ژوئیهٔ سال ۲۰۰۳، در نزدیکی منچستر، داکوتای جنوبی فشار جو در حدود ۱۰۰ بار (پاسکال) (۲٫۹۵ اینچ جیوه) کاهش یافت. با نزدیک‌شدن تدریجی گرداب، فشار کاهش می‌یافت و سپس فشار به سرعت کاهش یافته و به ۸۵۰ بار (۲۵٫۱۰ اینچ جیوه) در مرکز گرداب پیچند رسید، پیش از آن‌که گرداب دور شود، افزایش یافت، در نتیجه شکل فشار به‌شکل V بود. در مجاورت پیچند، دما تمایل به کاهش دارد و رطوبت افزایش می‌یابد.

## چرخهٔ حیات

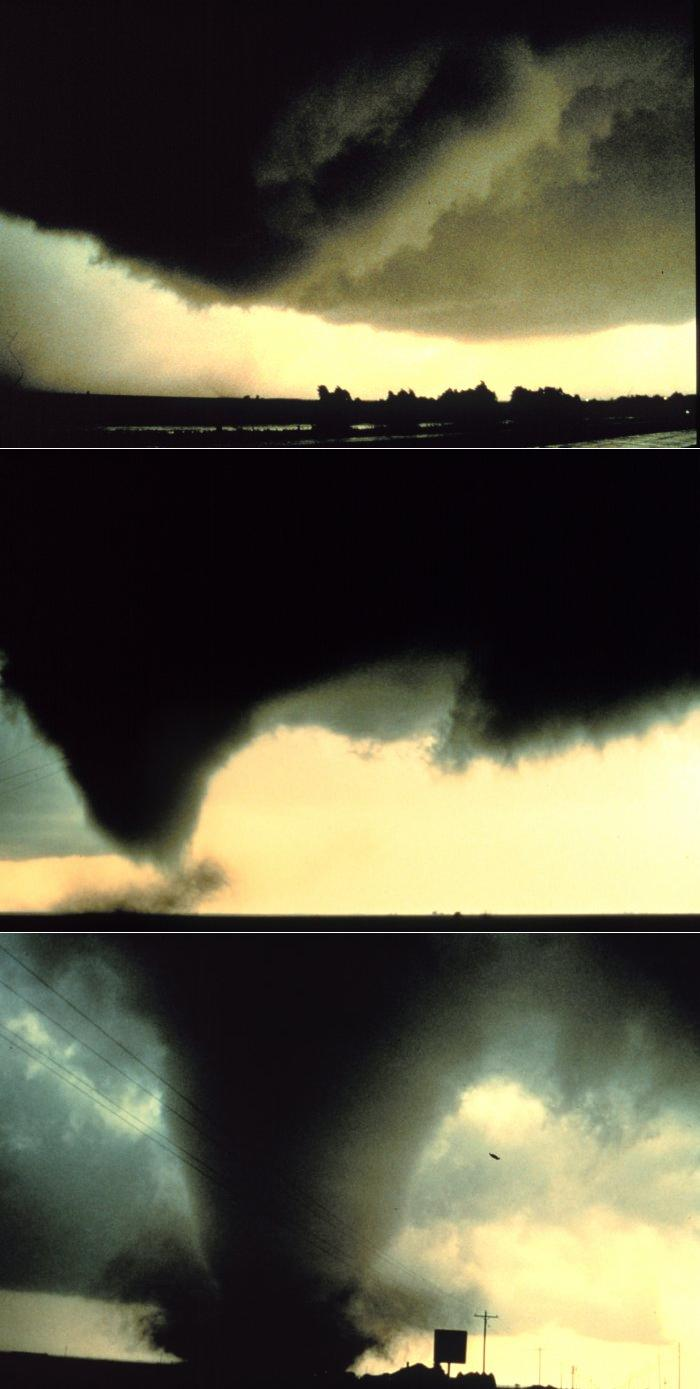
تصاویر فوق نحوهٔ تشکیل یک پیچند را نشان می‌دهد. در ابتدا ابر پایه چرخان، شروع به کم کردن ارتفاع می‌کند. این کاهش ارتفاع سبب ایجاد قیف شده، و تا ایجاد باد در نزدیکی سطح زمین، این کاهش ارتفاع ادامه یافته و سبب برخاستن گردوغبار و دیگر اشیا از سطح زمین می‌شود. در نهایت، قیف قابل مشاهده در سطح زمین گسترش یافته و پیچند آغاز و سبب بروز خسارت‌های بزرگی می‌شود. این پیچند، در نزدیکی شهردیمیت، تگزاس یکی‌از بزرگ‌ترین پیچندهایی بود که در طول تاریخ مشاهده شده‌است.

### تشکیل
هنگامی‌که مزوطوفان به زیر ابر پایه می‌رسد، شروع به سرد و مرطوب کردن هوای سطح زیرین طوفان می‌کند. این همگرایی هوای گرم در بالا و هوای سرد در پایین، سبب ایجاد دیواری از ابر می‌شود. RFD نیز بر روی مزوطوفان تمرکز کرده، و آن را سبب گرفتن هوای سطح زمین می‌داند. هنگامی‌که فضای بالا تشدید می‌شود، یک فضای کم‌فشار بر روی سطح زمین ایجاد می‌کند. این موضوع سبب پایین‌کشیدن مزوطوفان شده و در نتیجه به شکل یک قیف متراکم قابل مشاهده‌است. هنگامی‌که قیف پایین می‌آید، RFD نیز به سطح زمین رسیده، سبب ایجاد یک جبههٔ تندباد می‌کند که می‌تواند در فاصله‌ای زیاد از پیچند خسارت ایجاد کند. معمولاً ابر قیف‌شکل، پس از رسیدن RFD به زمین، پس از چند دقیقه شروع به ایجاد خسارت بر روی زمین می‌کند.

### کامل شدن
در ابتدا، پیچند منبع مناسبی از گرما و رطوبت از انرژی آن است، و پس از آن تا کامل شدن رشد می‌کند. این فرایند می‌تواند در هر نقطه بین چند دقیقه تا بیش از یک ساعت به طول بینجامد، و در طول این زمان پیچند بیشترین خسارت را به محیط وارد می‌کند و در مواردی نادر می‌تواند بیش از یک مایل (۱٫۶ کیلومتر) را بپیماید. در همین حین، RFD، بادهای سرد محلی را در اطراف پیچند پخش کرده، و جریان هوای گرمی که پیچند از آن تغذیه می‌کرد را قطع می‌کند.

### پراکندگی
هنگامی‌که RFD به‌طور کامل در اطراف پیچند قرار گرفت، و مانع رسیدن منبع هوای گرم شد، گرداب شروع به تضعیف نمودن کرده و به طناب نازکی تبدیل می‌شود. این مرحله «پراکندگی» است، و اغلب بیش از چند دقیقه طول نمی‌کشد. در این مرحله شکل پیچند به‌شدت تحت تأثیر بادهای طوفان قرار گرفته و می‌تواند به الگوهای فوق‌العاده‌ای تبدیل شود. اگرچه پیچند در حال پراکندگی است اما هنوز قادر به ایجاد خسارت است. طوفان در حال نابودی، به‌شکل یک طناب درآمده و مانند اسکیت‌بازی که دستان خود را در راستای بدنش می‌گیرد تا سریع‌تر حرکت کند، باد نیز در این نقطه افزایش می‌یابد.
زمانی‌که پیچند وارد مرحله پراکندگی می‌شود، مزوطوفان مرتبط با آن نیز تضعیف شده و قسمت پایین که وظیفهٔ تأمین انرژی را بر عهده داشت، ارتباطش را از دست می‌دهد. گاهی نیز، گردبادها می‌توانند به‌صورت چرخه توسعه یابند. هنگامی که نخستین مزوطوفان و پیچند همراه پراکنده می‌شوند، جریان طوفان ممکن است به منطقه‌ای که به مرکز طوفان نزدیک‌تر است متمایل شود. اگر مزوطوفان جدید، گسترش پیدا کند، چرخه ممکن است شروع به تولید یک یا چند گردباد جدید نماید. گاهی نیز مزوطوفان قدیمی (محبوس) و مزوطوفان جدید، به‌طور هم‌زمان یک پیچند تولید می‌کنند.
اگرچه نظریهٔ چگونگی تشکیل پیچند، حیات و از هم پاشیدنش به‌طور گسترده‌ای پذیرفته شده‌است، اما این نظریه نحوهٔ شکل‌گیری پیچندهای کوچک‌تر، همچون فوارهٔ زمین، پیچندهای با عمر طولانی، یا پیچندهای چندگردابی را نمی‌تواند توضیح دهد. هر یک از این‌ها مکانیسم‌های مختلفی دارند که نحوهٔ توسعهٔ آنان را تحت تأثیر قرار می‌دهد- بااین‌حال بیشتر پیچندها از یک الگوی مشابه پیروی می‌کنند.

## انواع

### چندگردابی

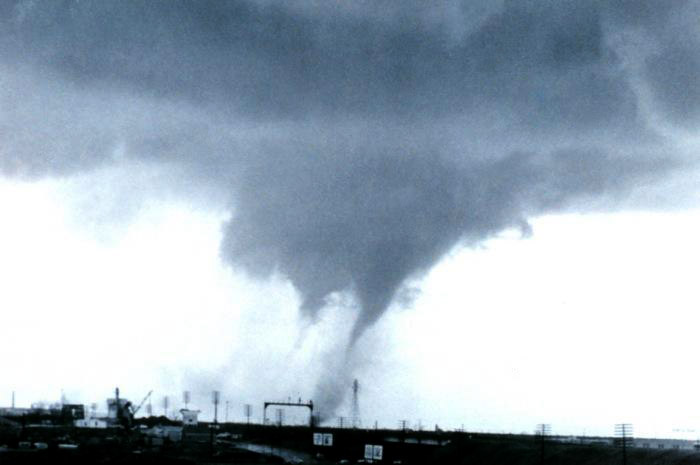
پیچند متوالی آوریل سال ۱۹۵۷ بیرون از دالاس در۲ آوریل سال۱۹۵۷

پیچندهای چندگردابی نوعی از پیچندها هستند که در آن دو یا چند ستون هوای دورانی، حول یک مرکز چرخش دارند. امکان روی دادن پیچندهای چندگردابی در هر انتشار وجود دارد، اما اغلب در پیچندهای شدید مشاهده شده‌است. این گرداب‌ها اغلب مناطق کوچکی را با خسارت‌های فراوان در طول مسیر خود تا پیچند اصلی ایجاد می‌کنند. این پدیده با پیچندهای ماهواره‌ای که در آن پیچندهای کوچک‌تر در کنار پیچند بزرگ‌تر شکل می‌گیرند متفاوت است و پیچند قوی‌تر همان مزوطوفان را به‌همراه دارد. پیچند ماهواره‌ای ممکن است در مدار دور پیچند بزرگ‌تر چرخش کند (از روی نامش) و ظاهر یک پیچند بزرگ‌تر با چندگرداب را به خود بگیرد. با این‌حال پیچند ماهواره‌ای چرخهٔ مجزایی دارد و از قیف اصلی بسیار کوچک‌تر است.

### گردباد دریایی

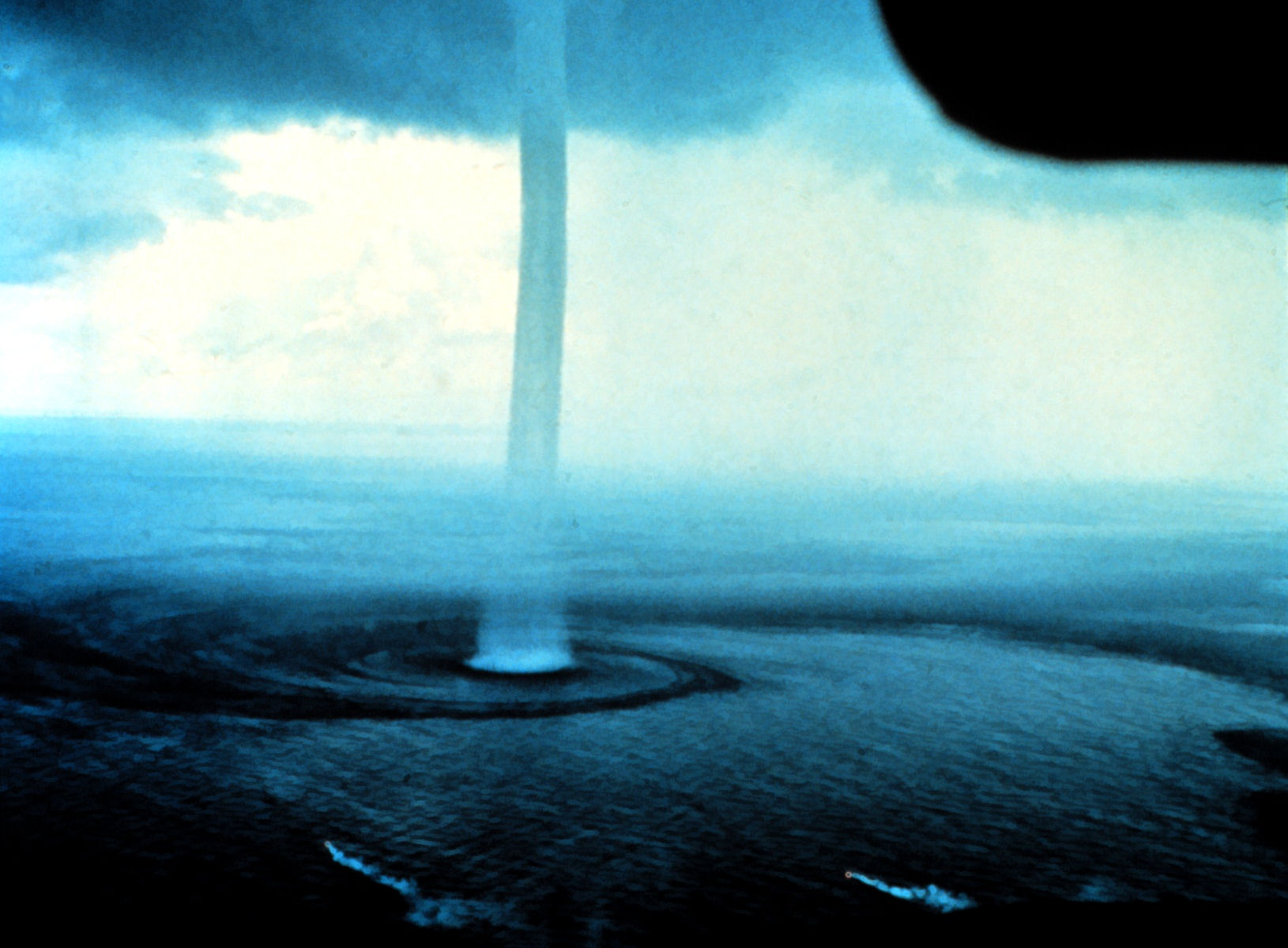
گردباد دریایی در نزدیکی سواحل مرجانی فلوریدا در سال ۱۹۶۹

گردباد دریایی توسط خدمات هواشناسی ملی ایالات متحده آمریکا با عنوان پیچندی که بر روی آب است تعریف‌شده‌است. درحالی‌که محققان گردبادهای دریایی «آب‌وهوای نسبتاً خوب» را از گردبادهای دریایی پیچندی جدا کرده‌اند. گردبادهای دریایی آب‌وهوای خوش، شدت کمتری دارند اما به‌مراتب متداول بوده و مشابه شیاطین گردوغبار و فواره زمین عمل می‌کنند. آن‌ها بیشتر در موقعیت ابر کومه‌ای ستبر بر روی آب‌های گرمسیری و نیمه‌گرمسیری شکل می‌گیرند. آن‌ها بادهای نسبتاً ضعیف و جریان آرام دارند و به‌طور معمول به آرامی سفر می‌کنند. آن‌ها اغلب در سواحل مرجانی فلوریدا و در شمال دریای آدریاتیک اتفاق می‌افتند. در مقابل گردبادهای دریایی پیچندی، پیچندهای قدرتمندتری بر روی آب هستند. آن‌ها بیشتر بر روی آب تشکیل شده و شباهت فراوانی به پیچندهای مزوطوفان، یا پیچندهای قدرتمندی که بر روی آب سیر می‌کنند دارند. از آنجایی‌که آن‌ها از توفان‌های تندری شکل می‌گیرند، شدت، سرعت و عمر طولانی‌تری نسبت به گردبادهای دریایی آب‌وهوای خوش دارند، در نتیجه بسیار خطرناک هستند. در آمارگیری رسمی پیچندها، گردبادهای دریایی شمارش نمی‌شوند تا زمانی که زمین را نیز تحت تأثیر قرار دهند، هر چند برخی از سازمان‌های آب‌وهوایی در اروپا، گردبادهای دریایی و پیچندها را باهم شمارش می‌کنند.

### فواره زمین
فواره زمین یا پیچند لوله‌ای گردوغبار، پیچندی است که با مزوطوفان هیچ ارتباطی ندارد. نام این نوع پیچند از ویژگی‌هایی است که با عنوان «گردبادهای دریایی بر روی زمین» شناخته می‌شوند. فواره‌های زمین و گردبادهای دریایی اشتراکات بسیاری از جمله خصوصیات مشترک، همچون ضعف نسبی، طول عمر کوتاه و قیف متراکم صاف هستند که اغلب نیز به سطح زمین نمی‌رسند. فواره زمین همچنین ابری از گردوغبار تولید می‌کند که با توجه به مکانیک‌های مختلف پیچندها هنگام تماس با زمین شکل می‌گیرد. اگرچه معمولاً پیچندهای کلاسیک ضعیف‌تر، قادر به تولید بادهای قدرتمندی هستند که می‌توانند خسارت‌های جدی وارد کنند.

### دوران‌های مشابه

#### تندباد

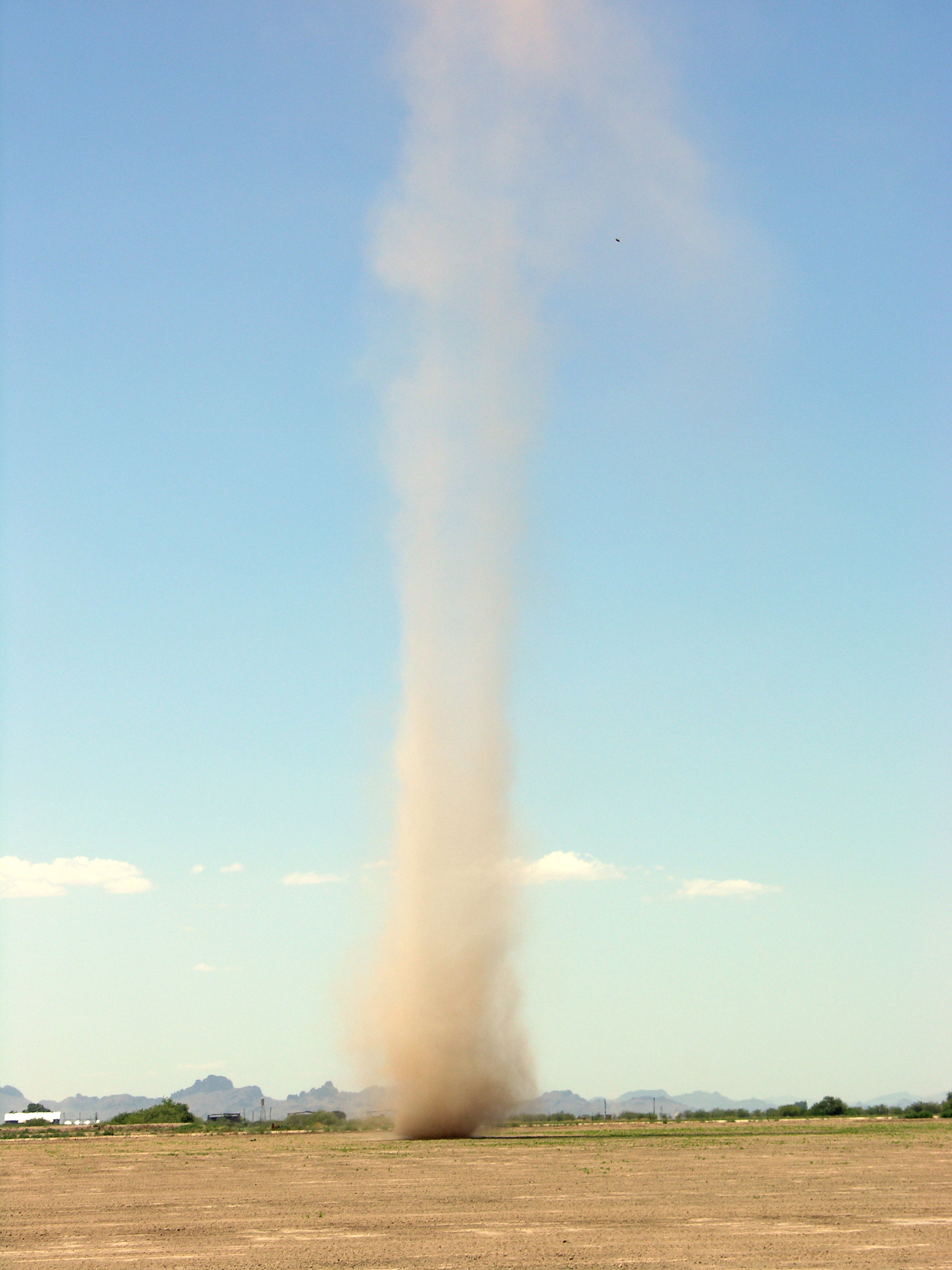
یک تنوره دیو در آریزونا

تندباد، نوعی چرخنده عمودی بسیار کوچک است که با جبههٔ تندباد در ارتباط است. به‌دلیل این‌که آن‌ها با هیچ ابری به‌عنوان پایه در ارتباط نیستند، اختلاف نظرهایی در خصوص این‌که آیا آن‌ها جزو پیچندها محسوب می‌شوند، وجود دارد. آن‌ها هنگامی‌که هوای سرد با سرعت از هوای خشک رعدوبرق از طریق یک جرم ثابت جدا می‌شوند، شکل می‌گیرد و در نتیجه اثر «نورد» رخ می‌دهد (اغلب از طریق یک ابر کمانی). اگر برش باد به اندازهٔ کافی قوی باشد، در نتیجه چرخش به‌صورت عمودی یا مورب تبدیل شده و به زمین متصل می‌شود. در نتیجه تندباد شکل می‌گیرد. تندبادها سبب خسارت‌های جزئی در نواحی کوچک‌تر می‌شوند اما در مناطقی که در معرض باد مستقیم قرار دارند، خساراتی وارد می‌کنند.

#### تنورهٔ دیو
تنورهٔ دیو شبیه به یک پیچند اما در یک ستون چرخش عمودی هوا عمل می‌کند. با این حال، آن‌ها در زیر آسمان صاف تشکیل شده و قوی‌تر از پیچندهای ضعیف نیستند. آن‌ها هنگام تشکیل یک جبهه هوای همرفتی قوی در نزدیکی زمین و در یک روز گرم، ایجاد می‌شوند. درصورتی‌که برش باد به اندازهٔ کافی در سطح پایینی باشد، هوای در حال صعود می‌تواند با کوچک‌ترین حرکت طوفان در سطح زمین، گسترش یابد. آن‌ها به‌دلیل این‌که در آب‌وهوای نسبتاً خوب شکل گرفته و همراه هیچ ابری نیستند، پیچند محسوب نمی‌شوند. بااین‌حال آن‌ها می‌توانند در مواردی منجر به ایجاد خسارت در مناطق خشک شوند.

#### گردباد آتشین
در مقیاس کوچک‌تر، دوران‌های شبیه پیچند می‌توانند در نزدیکی هر منبعی با سطح حرارت بالا تشکیل شوند. آن‌هایی که در نزدیکی آتش‌سوزی جنگل رخ می‌دهند، گردباد آتشین نام دارند. آن‌ها جزو پیچندها محسوب نمی‌شوند، به‌جز در مواردی نادر که آن‌ها به ابر آتش‌کومه‌ای متصل هستند. پیچندهای آتشین معمولاً به‌اندازهٔ پیچندهای همراه با رعدوبرق قوی نیستند. بااین‌حال می‌توانند خسارت‌های قابل‌توجهی وارد کنند.

#### تنورهٔ بخار
تنورهٔ بخار یک جبهه هوای دوار است که شامل بخار یا دود است. تنورهٔ بخار بسیار کمیاب است. آن‌ها اغلب از دود منتشره از دودکش‌های نیروگاه‌ها تشکیل می‌شوند. چشمهٔ آب‌گرم و بیابان‌ها مکانی مناسب برای شکل‌گیری تنورهٔ بخار است. هنگامی که هوای سرد قطب شمال از آب‌های نسبتاً گرم عبور می‌کند، این پدیده می‌تواند رخ‌دهد.

## شدت و آسیب‌ها
مقیاس فوجیتا و مقیاس فوجیتای افزوده پیچندها را بر اساس خسارات وارده ارزیابی می‌کنند. با استنباط کارشناسان تخمین مهندسی باد و توصیف بهتر خسارات، مقیاس فوجیتای افزوده نسخهٔ بروزرسانی‌شدهٔ مقیاس فوجیتای قبلی است. مقیاس EF به‌گونه‌ای طراحی شده‌است که پیچندها همان امتیازی که در مقیاس فوجیتا دریافت می‌کردند را داشته باشند و از سال۲۰۰۷ در ایالات متحده آمریکا به اجرا درآمد. یک پیچند با EF0 به درختان خساراتی زده ولی به تأسیسات اساسی آسیبی نمی‌رساند، درحالی‌که یک پیچند با EF5 می‌تواند پایه‌های ساختمان را کنده و حتی سبب تغییر شکل در آسمان‌خراش‌های بزرگ شود. مقیاس مشابه TORRO نیز از T0 برای پیچندهای بسیار ضعیف تا T11 برای قدرتمندترین پیچندهای شناخته‌شده رتبه‌بندی شده‌است. اطلاعات رادار دوپلر پالس، رادار هواشناسی، تصویرسنجی و الگوهای چرخش زمین (درجه‌های چرخزاد) نیز برای آنالیز شدت و تعیین اندازه مورد استفاده قرار می‌گیرند.

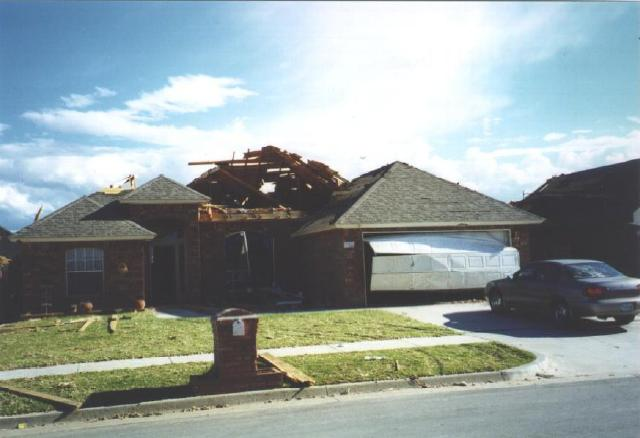
خانه‌ای که نشانگر خسارت EF1 است. سقف و در گاراژ آسیب‌دیده اما دیوارها و قسمت‌های اصلی خانه سالم هستند.

پیچندها بدون در نظر گرفتن شکل، اندازه و محل وقوع از لحاظ شدت تفاوت‌هایی دارند، در نتیجه پیچندهای قدرتمند بزرگ‌تر از پیچندهای ضعیف هستند. ارتباط طول مسیر و مدت‌زمان نیز تفاوت‌هایی دارد، هرچند که پیچندهای مسیرهای طولانی قدرتمندتر هستند. در مورد پیچندهای قوی‌تر تنها در بخش کوچکی از راه شدت بیشتری دارند، و شدت‌شان بیشتر از پیچند چندگردابی است.
در ایالات متحده آمریکا ۸۰ درصد پیچندها رتبهٔ EF0 و EF1 دارند. میزان وقوع پیچند، با افزایش قدرت به‌سرعت کاهش می‌یابد. کمتر از یک درصد پیچندها ویرانگر هستند. (EF4 ،T8 یا قوی‌تر). خارج از دشت پیچند و در کل شمال آمریکا، پیچندهای ویرانگر بسیار کمیاب هستند. ظاهراً این نتایج با استفاده از تحقیقات کلی و گسترده در سرتاسر جهان به‌دست آمده و نتایج، نسبتاً مشابه یکدیگرند. تعداد محدودی پیچند در اروپا، آسیا، جنوب آفریقا و جنوب شرقی آمریکا رخ می‌دهند.

## اقلیم‌شناسی

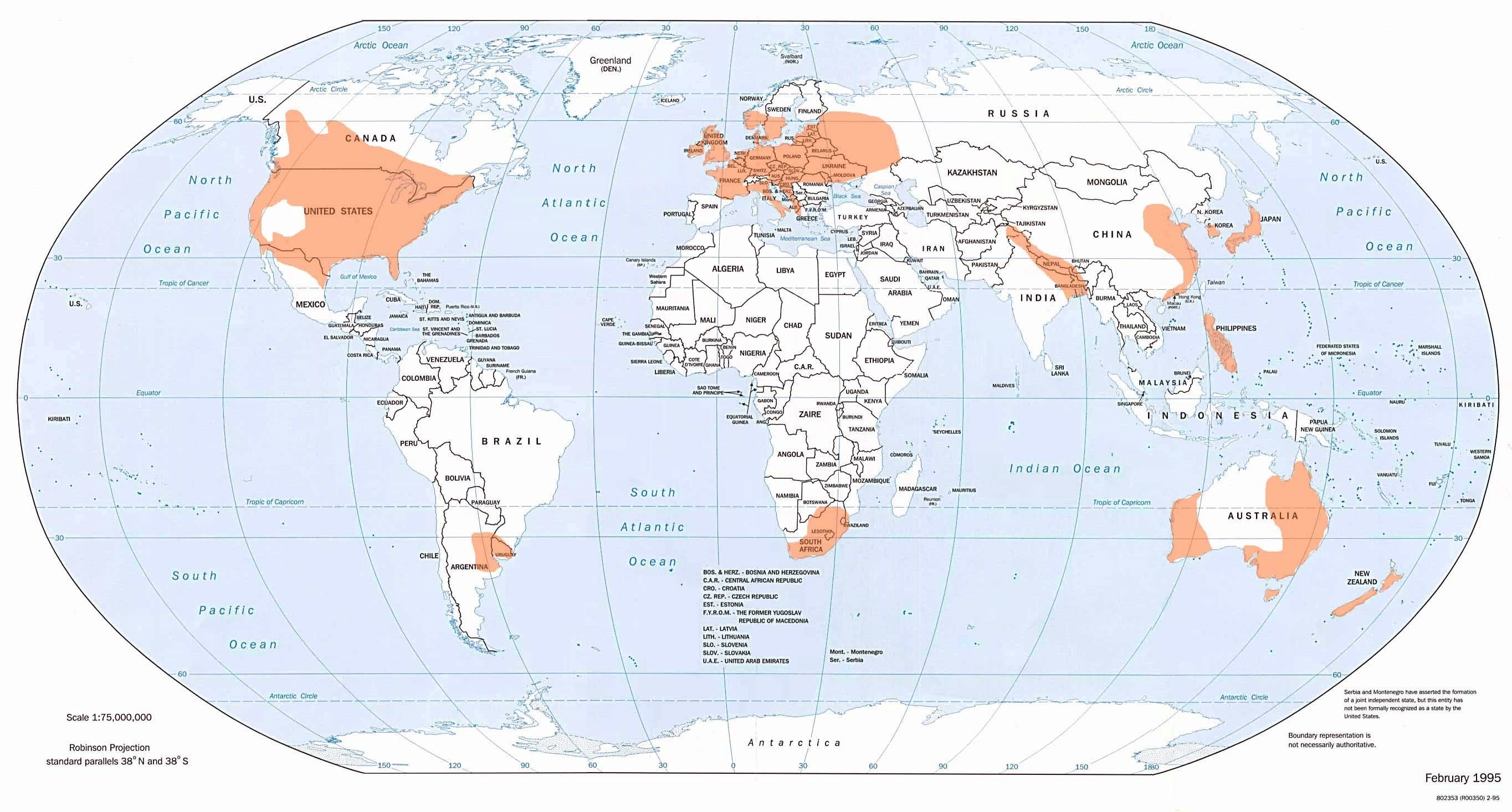
مناطقی از جهان که پیچندها در آن‌جا رخ می‌دهند با رنگ نارنجی مشخص شده‌است.

ایالات متحده آمریکا بیشترین تعداد پیچندها در جهان را به‌خود اختصاص داده‌است به‌طوری‌که این میزان ۴ برابر اروپا است. این موضوع بیشتر به‌دلیل جغرافیای منحصربه‌فرد آمریکای شمالی است. آمریکای شمالی قاره‌ای وسیع است که از منطقه گرمسیری تا شمالگان گسترش یافته و هیچ رشته‌کوه شرقی-غربی در آن وجود ندارد تا مانع نفوذ هوا بین این دو ناحیه شود. در عرض‌های جغرافیایی، جایی‌که بیشترین پیچندهای جهان در آن‌جا رخ می‌دهد، رشته‌کوه راکی مانع ورود رطوبت و باد بیش‌وز شده، هوای خشکی را در میانه‌های تروپوسفر می‌دمد و موجب روی‌داد سایکلو جنسیس در شرق رشته‌کوه می‌شود. افزایش جریان‌های غربی از رشته‌کوه راکی، در زمانی که جریان هوا قوی است، منجر به تشکیل یک خط خشک می‌شود، این هنگامی است که خلیج مکزیک رطوبت‌های موجود در قسمت‌های جنوبی را به سمت شرق می‌فرستد. این توپوگرافی منحصربه‌فرد از برخوردهای مکرر هوای گرم و سرد، در شرایطی که طوفان‌های طولانی‌مدت در طول سال رخ می‌دهند، جلوگیری می‌کند. بخش بزرگی از این پیچندها در مناطق مرکزی ایالات متحده که به دشت پیچند معروف‌است، رخ می‌دهند. این منطقه، تا کانادا، به‌ویژه انتاریو و دشت‌های کانادا گسترش یافته‌است، هرچند که جنوب شرقی استان کبک، قسمت‌های مرکزی بریتیش کلمبیا و نیوبرانزویک نیز شاهد رخ دادن پیچند هستند. پیچندها همچنین در قسمت‌های شمال‌شرقی مکزیک نیز رخ می‌دهند.
ایالات متحدهٔ آمریکا میانگین ۱۲۰۰ پیچند در سال را به‌خود اختصاص داده‌است. کشور هلند میانگین بیشترین تعداد پیچند در یک مکان خاص درون یک کشور را به‌خود اختصاص داده (سالانه بیش‌از ۲۰، یا ۰٫۰۰۱۳ در مایل مربع (۰٫۰۰۰۴۸ در کیلومتر مربع)) و پس از آن کشور بریتانیا (سالانه حدود ۳۳، یا ۰٫۰۰۰۳۵ در مایل مربع (۰٫۰۰۰۱۳ در کیلومتر مربع)) قرار دارد، اما بیشتر این پیچندها کوچک هستند و خسارات جزئی بر جای می‌گذارند. با توجه به تعداد حوادث اتفاق‌افتاده و نادیده گرفتن منطقه، بریتانیا با داشتن فواره‌های زمین، بیشتر از سایر کشورها تحت تأثیر پیچندها قرار دارد.

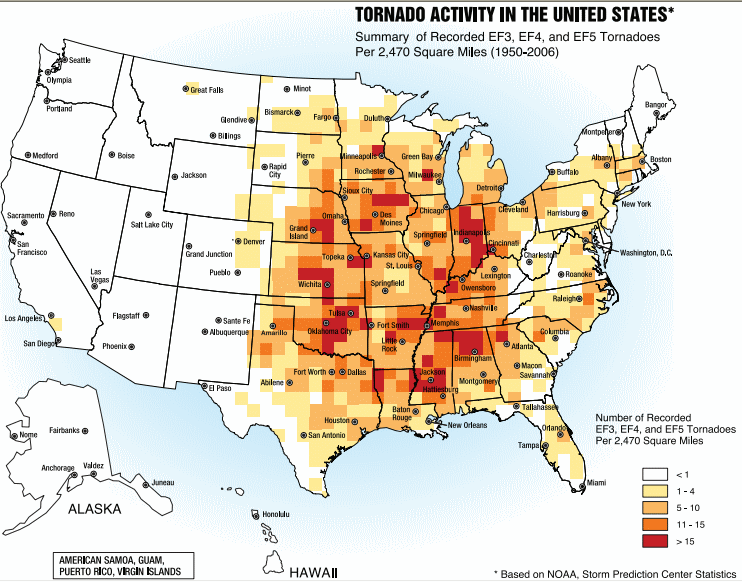
شدت فعالیت پیچندها در ایالات متحدهٔ آمریکا. مناطق تیره‌رنگ نشانگر دشت پیچند است.

پیچندها سالانه به‌طور میانگین ۱۷۹ نفر را در بنگلادش به کام مرگ می‌کشند که در میان سایر کشورها بیشترین مقدار است. تراکم جمعیت بالا، کیفیت پایین ساختمان‌ها و کمبود دانش نسبت به پیچندها، در کنار سایر عوامل دلیل این موضوع است. دیگر مناطق جهان همچون آفریقای جنوبی، منطقه لاپلاتا باسین، قسمت‌هایی از اروپا، استرالیا و نیوزیلند و شرق آسیا نیز شاهد پدیدهٔ پیچند هستند.
پیچندها بیشتر در فصل بهار اتفاق می‌افتند و در فصل زمستان از کمترین تعداد برخوردارند، اما در مناطقی که شرایط مناسب است، در هر زمانی از سال می‌توانند رخ دهند. بهار و پاییز شاهد بیشترین تعداد پیچند است، زیرا که در این فصل‌ها، بادهای قدرتمند، و شرایط نامناسب جوی برقرار است. پیچندها همچنین می‌توانند در نتیجهٔ چشم توفان نیز اتفاق بیافتند و تا پایان ریزش‌ها نیز باقی بمانند.
وقوع پیچندها همچنین به‌دلیل نور سفید به زمان روز نیز بستگی دارند. در کل، بیشتر پیچندها در ساعات آخر بعدازظهر بین ساعت ۳ تا ساعت ۷ محلی اتفاق می‌افتند. زمان اوج این اتفاق ساعت ۵ بعدازظهر است. پیچندهای مخرب در هر ساعتی از روز می‌توانند رخ‌دهند. پیچند گینیس‌ویل در سال ۱۹۳۶، یکی‌از مرگبارترین پیچندها در طول تاریخ بود که در ساعت ۸:۳۰ صبح به وقت محلی اتفاق افتاد.

### ارتباط با اقلیم و تغییرات اقلیمی

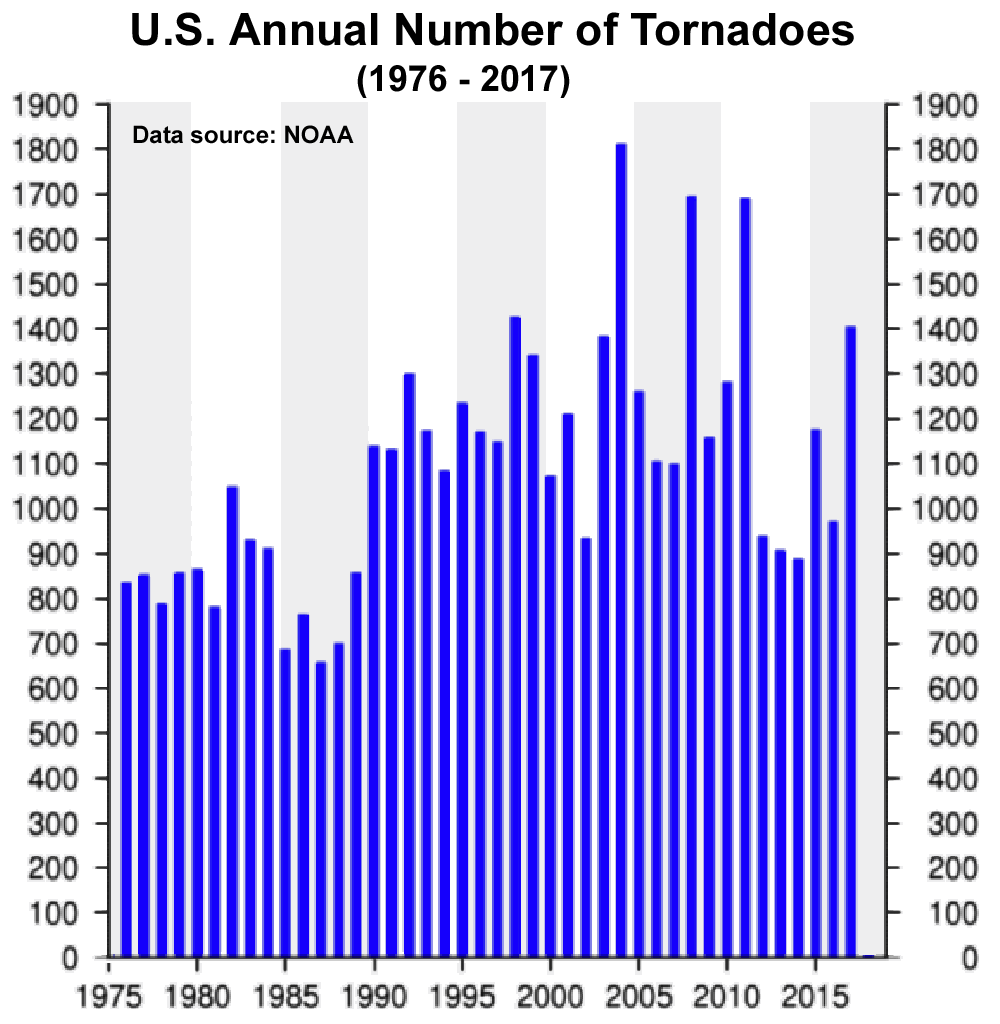
پیچندشماری سالیانهٔ ایالات متحدهٔ آمریکا که از سال۱۹۷۶ تا ۲۰۱۱ در مرکز اطلاعات ملی هوایی این کشور صورت می‌گیرد

ارتباطاتی با اقلیم‌های مختلف و روندهای زیست‌محیطی وجود دارد، به‌عنوان مثال، افزایش دمای سطح دریا در یک منطقهٔ سرچشمه (مانند خلیج مکزیک و دریای مدیترانه) مقدار رطوبت هوا را افزایش می‌دهد. رطوبت افزایش یافته می‌تواند موجب افزایش آب‌وهوای بحرانی و فعالیت پیچند مخصوصاً در فصل سرد شود.
برخی شواهد حاکی از آن است که نوسانات جنوبی با تغییرات فعالیت پیچند، ارتباط ضعیفی دارند که با توجه به فصل، منطقه و نیز با در نظر داشتن این‌که آیا نوسانات جنوبی ال نینو در فاز ال نینو است یا فاز لانینیا، متغیر است.
تغییرات اقلیمی می‌تواند به‌وسیلهٔ دور پیوندها پیچندها را در تغییر جریان جتی و الگوهای آب‌وهوایی بزرگ‌تر تحت تأثیر قرار دهد. پیوند اقلیم-پیچند به‌وسیلهٔ نیروهایی که الگوهای بزرگ‌تر را تحت‌تأثیر قرار می‌دهند و نیز از طریق ماهیت موضعی و کم‌تفاوت پیچندها مغشوش می‌شود. گرچه گمان این‌موضوع که گرمایش زمین ممکن است بر روندهای موجود در فعالیت پیچند تأثیر گذارد منطقی‌است ولی به جهت پیچیدگی، ماهیت موضعی طوفان‌ها و نیز مسائل مربوط به کیفیت پایگاه داده‌ها، هیچ تأثیر این‌چنینی تاکنون قابل‌شناسایی نبوده‌است. هر تأثیری بر حسب منطقه متفاوت خواهدبود.

## شناسایی

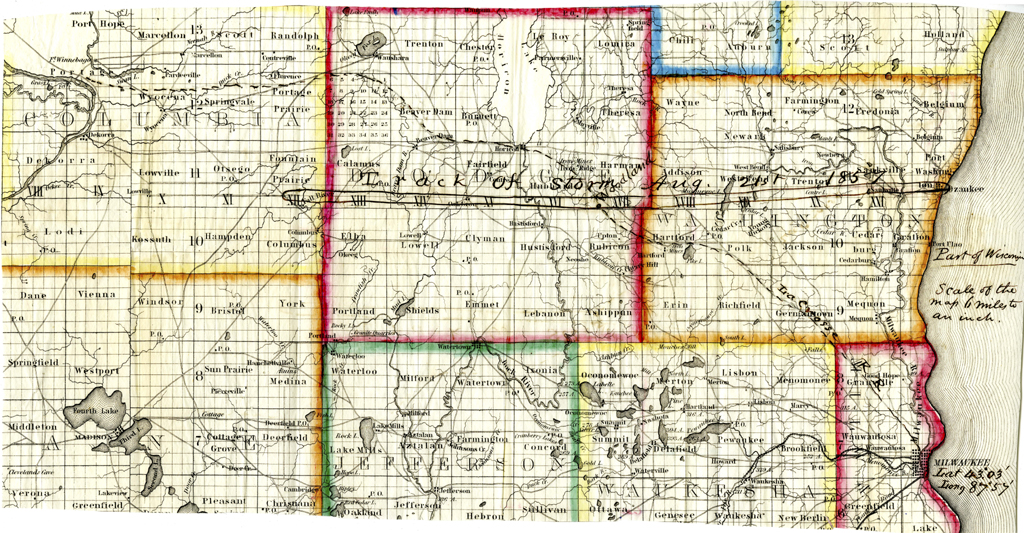
مسیر حرکت پیچند بر فراز ویسکانسین در ۲۱ اوت سال ۱۸۵۷

تلاش‌های جدی جهت هشدار دربارهٔ خطر پیچندها در اواسط قرن بیستم در ایالات متحده آغاز شد. قبل‌از دههٔ ۱۹۵۰، تنها روش شناسایی یک پیچند از طریق شخصی بود که آن را با چشم خود بر روی زمین مشاهده می‌کرد. بیشتر اوقات، خبر مربوط به پیچند بعد از طوفان به ادارهٔ هواشناسی منطقه می‌رسید. اما با اختراع رادار هواشناسی، مناطق نزدیک به ادارهٔ محلی می‌توانستند هشدار مربوط به آب‌وهوای بحرانی را از پیش دریافت کنند. نخستین هشدارهای عمومی در خصوص قریب‌الوقوع بودن پیچندها در سال ۱۹۵۰ صادر شد. اولین حالت آماده‌باش در خصوص مساعد بودن شرایط برای پیچندها و نیز چشم‌اندازهای همرفتی در سال ۱۹۵۲ صادر شد. در سال ۱۹۵۳، وجود ارتباط بین هوک‌اکوها و پیچندها تأیید شد. با تشخیص این علائم راداری، هواشناسان توانستند طوفان‌های تندری را که احتمالاً منجر به پیچندهایی از ده‌ها مایل دورتر می‌شدند، شناسایی کنند.

### رادار
امروزه بیشتر کشورهای توسعه‌یافته شبکه‌ای از رادارهای هواشناسی دارند که هنوز هم به‌عنوان روش اصلی جهت شناسایی علائمی به‌کار می‌روند که احتمالاً با پیچندها در ارتباط‌اند. در ایالات متحده و تعدادی از کشورهای دیگر، از ایستگاه‌های رادار هواشناسی دوپلر استفاده می‌شود. این ابزار، سرعت و جهت شعاعی بادها را (به‌سمت رادار یا دور از رادار) در یک طوفان می‌سنجند و بنابراین می‌توانند متوجه شواهدی از چرخش در طوفان‌هایی با فاصلهٔ بیش از ۱۰۰ مایلی (۱۶۰ کیلومتری) شوند. وقتی طوفان‌ها از رادار دور هستند، تنها نواحی بالادستی که در محدودهٔ طوفان قرار دارند مورد توجه قرار می‌گیرند و از نواحی مهم پایین‌دستی نمونه‌برداری صورت نمی‌گیرد. رزولوشن داده‌ها نیز با فاصله از رادار کاهش می‌یابد. برخی شرایط آب‌وهوایی که منجر به فرایند تشکیل پیچند می‌شوند، توسط رادار به آسانی قابل تشخیص نیستند و گاهی پیشرفت پیچند می‌تواند سریع‌تر رخ دهد، پیش از آن‌که رادار بتواند کار پویش را به اتمام رسانده و دستهٔ داده‌ها را ارسال نماید. همچنین بیشتر نواحی پرجمعیت زمین، اکنون از طریق ماهوارهٔ زیست‌محیطی عملیاتی زمین-ساکن (GOES) که در کمک به پیش‌بینی کوتاه‌مدت طوفان‌های پیچندی مؤثر است، قابل رؤیت هستند.

یک تصویر راداری داپلر چهارچرخ از یک هوک اکو و مرتبط با مزوطوفان در پیچند سال ۲۰۰۹ در گوشن‌کانتی، ویومینگ. مزوطوفان‌های قوی‌تر در مناطق مجاور با رنگ زرد و آبی (بر روی رادارهای دیگر، قرمز روشن و سبز روشن) و نشانگر روی‌دادن یک پیچند است.

### تشخیص طوفان
در اواسط دههٔ ۱۹۷۰، سرویس هواشناسی ملی ایالات متحده آمریکا (NWS)، تلاش‌هایش را برای تربیت نیروهای تشخیص‌دهندهٔ طوفان افزایش داد تا مشخصه‌های کلیدی طوفان‌هایی که حاکی از تگرگ شدید، بادهای مخرب و پیچندها هستند و نیز ویژگی‌های خود خسارت و سیل ناگهانی را تشخیص دهند. این برنامه هشدار هوایی نامیده شد و تشخیص‌دهندگان، معاونان کلانتر محلی، نیروهای پلیس ایالتی، آتش‌نشانان، رانندگان آمبولانس، اپراتورهای رادیویی آماتور، دیده‌بانان دفاع غیرنظامی (که اکنون مدیریت بحران نامیده می‌شود)، شکارچیان طوفان و مردم عادی بودند. زمانی‌که آب‌وهوای بحرانی پیش‌بینی شود، ادارات سرویس هواشناسی محلی از این تشخیص‌دهندگان درخواست می‌کنند مراقب آب‌وهوای بحرانی باشند و فوراً وجود هرگونه پیچندی را گزارش کنند. به این ترتیب، اداره می‌تواند در مورد خطر احتمالی هشدار دهد.
معمولاً تشخیص‌دهندگان به نیابت از سازمان خود تربیت می‌شوند و نتیجتاً به‌خود آن‌ها نیز گزارش می‌دهند. سازمان‌ها، سیستم‌های هشدار عمومی نظیر آژیرها و سیستم‌های اضطراری هشدار(EAS) را فعال می‌کنند و گزارش خود را به NWS ارائه می‌دهند. بیش از ۲۳۰۰۰۰ نیروی کارآزمودهٔ تشخیص‌دهندهٔ آب‌وهوا در کل آمریکا وجود دارند که همگی متعلق به برنامهٔ هشدار هوایی هستند.
در کانادا، شبکهٔ مشابهی از مراقبان آب‌وهوا وجود دارند که همگی به‌عنوان داوطلب مشغول به فعالیت‌اند و هشدار کان نامیده می‌شوند. این نیروها که تعدادشان به بیش از هزار داوطلب می‌رسد به تشخیص آب‌وهوای بحرانی کمک می‌کنند. در اروپا چندین کشور در حال سازمان‌دهی شبکه‌های تشخیص‌دهندهٔ تحت نظارت هشدار هوایی اروپا هستند و سازمان تحقیقاتی پیچند و طوفان (TORRO) نیز از سال ۱۹۷۴ با شبکه‌ای از تشخیص‌دهندگان در بریتانیا کماکان به کار خود ادامه می‌دهد.
تشخیص‌دهندگان طوفان به این دلیل مورد نیاز هستند که سیستم‌های راداری نظیر نکسراد، هیچ پیچندی را تشخیص نمی‌دهند و تنها گویای علائمی دال بر وجود پیچندهایی هستند. رادار ممکن است قبل از این‌که هرگونه شواهد تصویری مبنی بر وجود پیچند یا پیچندی احتمالی وجود داشته باشد، هشدار دهد ولی واقعیت زمینی از دید یک مشاهده‌گر می‌تواند یا تهدید را تأیید کند یا تشخیص دهد که احتمال پیچند وجود ندارد. توانایی تشخیص‌دهنده در دیدن آنچه که رادار نمی‌تواند ببیند، زمانی اهمیت می‌یابد که فاصله از محل رادار افزایش یابد، چون پرتو رادار در ارتفاعی که از خود رادار فاصلهٔ زیادی دارد به‌تدریج افزایش می‌یابد که این خود بیشتر به‌دلیل انحنای زمین است و نهایتاً پرتو نیز منتشر می‌شود.

### شواهد تصویری

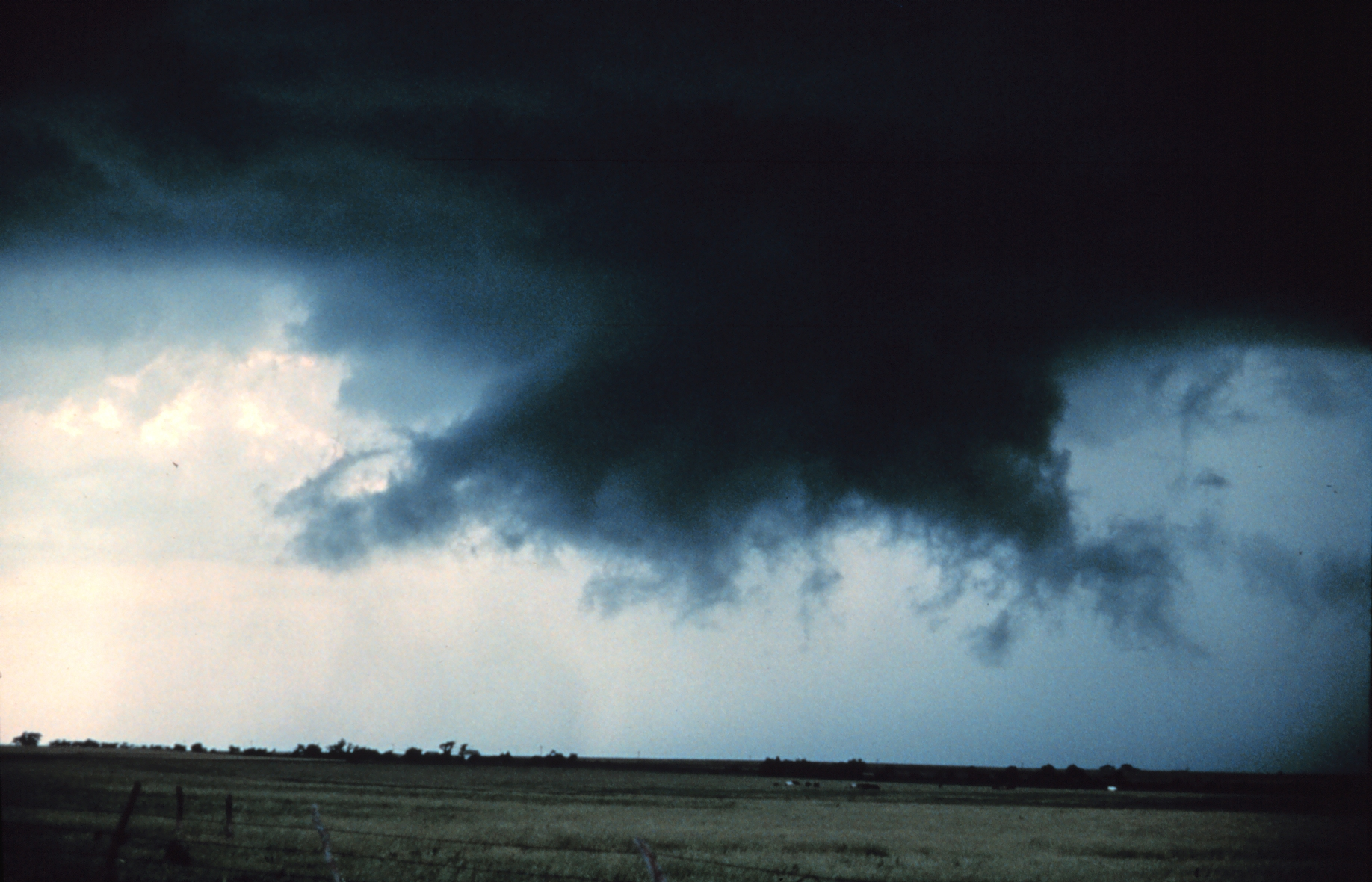
یک ابر دیوار دوار به همراه جبهه هوای سمت عقب که به وضوح از روبه‌رو قابل مشاهده است.

تشخیص‌دهندگان طوفان آموزش می‌بینند تا بفهمند که آیا طوفانی که از فاصله دیده می‌شود یک ابر طوفانی ابرحفره است یا نه. آن‌ها معمولاً قسمت عقبی آن را نظاره می‌کنند، جایی که به‌عنوان منطقهٔ اصلی جریان هوای صعودی و ورودی است. زیر جریان صعودی، کف عاری از باران قرار دارد و گام بعدی فرایند تشکیل پیچند، شکل‌گیری یک ابر دیوار چرخان است. بیشتر پیچندهای شدید به‌همراه ابردیوار بر روی ناحیهٔ پشتی یک ابر حفره اتفاق می‌افتند.
شواهدی که نشان از ابر حفره بودن نوع ابر طوفانی دارند عبارت‌اند از شکل و ساختار طوفان، مشخصات برج ابر مانند یک برج جریان صعودی سخت و نیرومند، یک تاج پرتابی مداوم و بزرگ، یک سندان سخت (مخصوصاً زمانی که در مقابل بادهای شدید سطح فوقانی باشد) و ظاهری مارپیچ یا خطوطی ابری. زیر طوفان و نزدیک جایی که اکثر پیچندها قرار دارند، شواهدی که دال بر وجود یک ابرحفره و احتمال وقوع پیچندها هستند عبارت‌اند از دستهٔ جریان هوای ورودی (مخصوصاً به‌هنگام انحنا) مثل یک دٔم سگ آبی و سرنخ‌های دیگر از قبیل قدرت جریان ورودی، گرما و رطوبت جریان هوای ورودی، ظاهر طوفان که آیا بیشتر تحت‌تأثیر جریان ورودی است یا خروجی؟ و نهایتاً این‌که فاصلهٔ هستهٔ بارشی ضلع جلویی از ابردیوار چقدر است؟ فرایند تشکیل پیچند، بیشتر در قسمت رابط جریان صعودی و فروهنج ضلع پشتی محتمل است و مستلزم تعادل بین جریان خروجی و ورودی است.
تنها ابرهای دیواری که می‌چرخند پیچندها را به‌وجود می‌آورند و معمولاً ۵ تا ۳۰ دقیقه از پیچند جلو می‌زنند. ابرهای دیوار در حال چرخش می‌توانند نمونهٔ عینی یک سامانهٔ میان-چرخند سطح پایین باشند. به غیر از یک کرانهٔ سطح پایین، فرایند تشکیل پیچند بسیار بعید است، مگر این‌که فروهنج ضلع پشتی اتفاق افتد که معمولاً به‌وسیلهٔ تبخیر ابری که در مجاورت گوشهٔ ابر دیوار قرار دارد نشان داده می‌شود. یک پیچند اغلب به‌هنگام این رویداد یا به فاصلهٔ کمی از آن رخ می‌دهد؛ نخست، یک ابر قیف‌شکل پایین می‌آید و تقریباً در تمامی موارد، زمانی‌که به نیمهٔ راه می‌رسد، چرخشی سطحی به وجود می‌آید که نشان می‌دهد قبل از آن‌که میعان چرخش سطح را به طوفان متصل کند، پیچندی از قبل بر روی زمین است. پیچندها همچنین می‌توانند بدون ابرهای دیوار، زیر خطوط طرفین و بر روی لبهٔ جلویی اتفاق افتند. تشخیص‌دهندگان، همهٔ نواحی طوفان را به‌همراه ابرپایه و سطح آن به‌دقت مشاهده می‌کنند.

## ترین‌ها

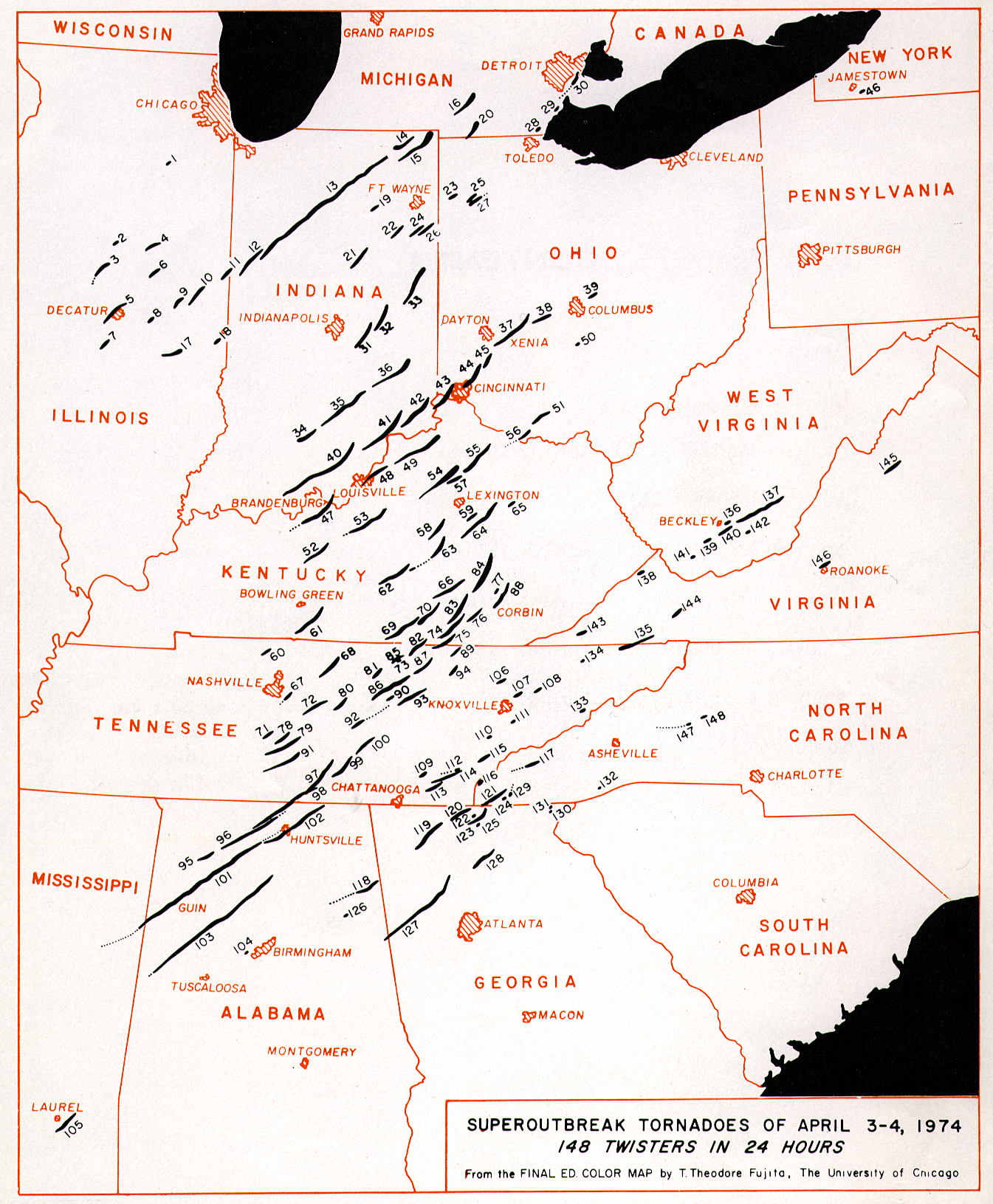
نقشهٔ مسیر پیچند در شدیدتربن طوفان (۳–۴ آوریل ۱۹۷۴).

رکوردشکن‌ترین پیچند در تاریخ، پیچند سه ایالتی بود که در ۱۸ مارس ۱۹۲۵ بخش‌هایی از ایالت‌های میزوری، ایلینوی و ایندیانا را درنوردید. اگرچه در آن دوره پیچندها بر اساس هیچ مقیاسی رتبه‌بندی نمی‌شدند ولی این پیچند بیشتر شبیه یک جنگندهٔ اف-۵ بود. این پیچند، رکورد طولانی‌ترین مسیر طی‌شده (۲۱۹ مایل، ۳۵۲ کیلومتر)، مدت‌زمان سپری‌شده حدود ۳٫۵ ساعت و سریع‌ترین سرعت رو به جلو برای یک پیچند عظیم (۷۳ مایل یا ۱۱۷ کیلومتر بر ساعت) را داراست. علاوه بر این‌ها، این پیچند مرگبارترین تک‌پیچند تاریخ ایالات متحده است (با ۶۹۵ کشته). این پیچند سه ایالت میزوری، ایلینوی و ایندیانا را پشت سر گذاشت. این تورنادو سطح EF5 بود و بزرگ‌ترین تورنادوی تاریخ آمریکا بود.
این پیچند در آن زمان، خسارت‌بارترین پیچند تاریخ نیز محسوب می‌شد (بدون در نظر گرفتن تورم)، اما اگر تغییرات جمعیتی در طول زمان را در نظر نگیریم، چندین پیچند دیگر از این لحاظ از پیچند سه ایالتی پیشی گرفتند. اگر هزینه‌های وارده برحسب ثروت و تورم تنظیم شوند، این پیچند امروزه در جایگاه سوم قرار دارد.
مرگبارترین پیچند در تاریخ، پیچند دولتیپور-سالتوریا در بنگلادش بود که در تاریخ ۲۶ آوریل ۱۹۸۹ رخ داد و حدود ۱۳۰۰ کشته بر جای گذاشت. بنگلادش حداقل ۱۹ پیچند در تاریخ داشته که بیش از ۱۰۰ هزار کشته در پی داشته‌است، تعدادی که تقریباً نصف کل آمار کشته‌های سایر نقاط دنیاست.
گسترده‌ترین هجوم پیچند که در تاریخ به ثبت رسیده مربوط است به پیچند ۲۵ تا ۲۸ آوریل ۲۰۱۱ که ۳۵۵ پیچند تأییدشده را در جنوب شرقی ایالات متحده موجب شده‌است و از این تعداد، ۲۱۱ مورد تنها طی ۲۴ ساعت رخ دادند. رکورد قبلی مربوط به هجوم پیچند سوپر در سال ۱۹۷۴ بود که حدود ۱۴۸ پیچند را موجب شد.
درحالی‌که اندازه‌گیری مستقیم سرعت باد شدیدترین پیچند به‌دلیل از بین رفتن بادسنج‌های معمولی توسط بادهای شدید و اشیای معلق درهوا تقریباً غیرممکن است، اما برخی پیچندها توسط واحدهای راداری سیار داپلر مورد پیمایش قرار گرفتند، واحدهایی که می‌توانند تخمین خوبی از بادهای پیچندی ارائه دهند. بیشترین سرعت باد محاسبه‌شده در یک پیچند که بیشترین سرعت باد ثبت‌شده در زمین نیز محسوب می‌شود، ۲۰ ± ۳۰۱ مایل بر ساعت (۳۲ ± ۴۸۴ کیلومتر بر ساعت) در F5 متعلق به پیچند اکلاهاما است. پیچندی که منجر به کشته‌شدن ۳۶ نفر شد. اگرچه این اندازه‌گیری در حدود ۱۰۰ پایی (۳۰ متری) سطح زمین انجام گرفت، اما این گواهیست بر قدرت شدیدترین پیچندها.
طوفان‌هایی که منجربه ایجاد پیچند می‌شوند، می‌توانند جریان‌های صعودی شدیدی در معرض نمایش قرار دهند، جریان‌هایی که گاهی متجاوز از ۱۵۰ مایل بر ساعت (۲۴۰ کیلومتر بر ساعت) هستند. بقایای به‌جای‌مانده از یک پیچند می‌توانند به طوفان والد ملحق شوند و مسیری بسیار طولانی را طی کنند. پیچندی که در نوامبر ۱۹۱۵ شهر گریت بند، کانزاس را تحت تأثیر قرار داد موردی غیرعادی بود، جایی‌که بارانی از بقایای به‌جامانده به فاصلهٔ ۸۰ مایلی (۱۳۰ کیلومتری) از شهر به‌راه افتاد، کیسهٔ آردی در فاصلهٔ ۱۱۰ مایلی (۱۸۰ کیلومتری) از شهر و نیز چکی برگشت‌خورده متعلق به بانک شهر در مزرعه‌ای بیرون از شهر پلمایرا، نبراسکا و در فاصلهٔ ۳۰۵ مایلی از شمال شرقی شهر پیدا شدند. گردبادهای مکنده و پیچندها به عنوان توجیهی برای نمونه‌هایی از بارش ماهی و دیگر جانوران مطرح شده‌اند.

## ایمنی

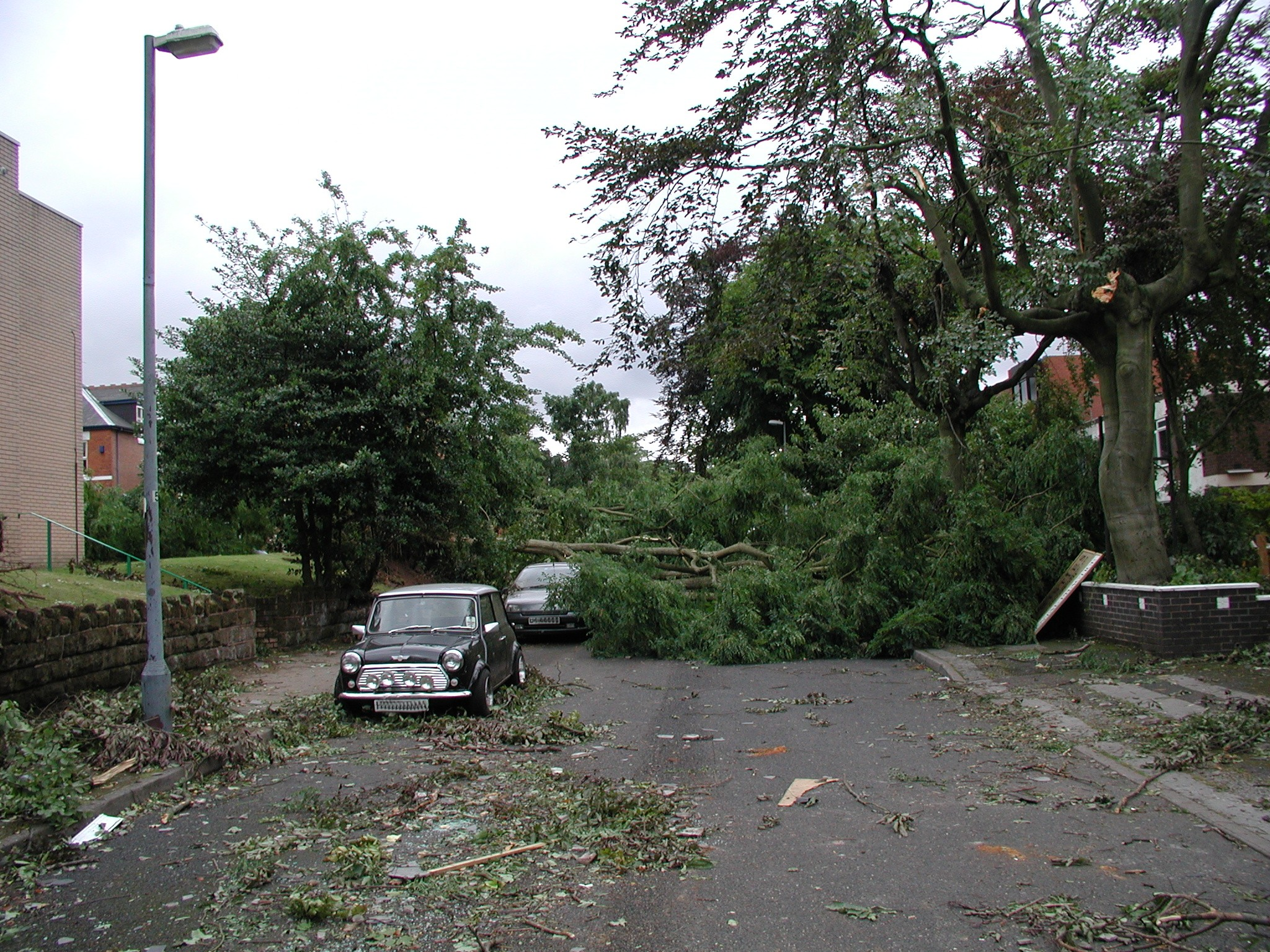
خیابانی در موزلی یک روز پس از گردباد بیرمنگام. ۲۸ ژوئیه ۲۰۰۵.

اگرچه پیچندها می‌توانند در آن واحد هجوم آورند، اما اقدامات پیشگیرانه و احتیاط‌آمیزی وجود دارند که مردم می‌توانند با انجام آن‌ها شانس در امان ماندن خود را افزایش دهند. کارشناسانی مانند مرکز پیش‌بینی طوفان در صورت صدور هشدار وقوع پیچند، داشتن برنامه‌ای از پیش تعیین‌شده را توصیه می‌کنند. در صورت اعلام هشدار، رفتن به زیرزمین یا اتاق همکف یک ساختمان مقاوم، شانس زنده ماندن را بسیار افزایش می‌دهد. در نواحی مستعد پیچند، بسیاری‌از ساختمان‌ها در ملک خود زیرزمین‌هایی به‌صورت جان‌پناه در برابر طوفان دارند. این پناهگاه‌های زیرزمینی جان هزاران نفر را نجات داده‌اند.
برخی کشورها آژانس‌های هواشناسی دارند که پیش‌بینی وضع پیچندها را مخابره می‌کنند و موجب افزایش سطح آگاهی نسبت به یک پیچند احتمالی می‌شوند (به‌عنوان مثال اعلام حالت آماده‌باش و هشدار نسبت به وقوع پیچند در ایالات متحده و کانادا). رادیوهای هواشناسی، به‌هنگام اعلام خطر نسبت به وقوع آب‌وهوای بحرانی برای منطقهٔ محلی، اعلام هشدار می‌کنند، هرچند این موارد عمدتاً در ایالات متحده ممکن هستند. هواشناسان توصیه می‌کنند که رانندگان، وسایل نقلیهٔ خود را کاملاً در کنار جاده پارک کنند (تا سد راه کمک‌های اورژانسی نباشند) و به‌دنبال پناهگاهی مداوم باشند، مگر آن‌که پیچند بسیار دور و کاملاً قابل‌رؤیت باشد. اگر هیچ پناهگاه مقاومی در نزدیکی‌ها نباشد، بهترین گزینهٔ بعدی خم‌شدن در یک جوی آب است. پل‌های هوایی در بزرگراه‌ها یکی‌از بدترین مکان‌ها برای پناه‌گیری به‌هنگام وقوع چرخند است، به این دلیل که فضای بسته مستعد افزایش سرعت باد است و امکان پراکنده کردن بقایای به‌جای‌مانده از اشیا را در زیر پل فراهم می‌کند.

## اساطیر و باورهای غلط
فرهنگ عامه آسمان سبز را اغلب با پیچند تداعی می‌کند و اگرچه این پدیده ممکن است با آب‌وهوای بحرانی ارتباط داشته باشد اما هیچ مدرکی در خصوص ارتباط آن به‌ویژه با پیچند وجود ندارد. اغلب تصور می‌شود که باز کردن پنجره‌ها از آسیب ناشی از پیچند می‌کاهد. درحالی که درون یک پیچند، گ شدید، افت زیادی در فشار اتمسفری وجوددارد، اما بعید است که این افت فشار برای ویران کردن یک خانه کافی باشد. برخی تحقیق‌ها حاکی از آن است که باز کردن پنجره‌ها ممکن است در واقع شدت خسارت پیچند را افزایش دهد. یک پیچند شدید می‌تواند خانه‌ای را ویران کند، خواه پنجره‌هایش باز باشند یا بسته.

باور غلط دیگر شایع در بین مردم این است که پل‌های هوایی پیاده در بزرگراه‌ها پناهگاه‌هایی مناسب در برابر پیچندها هستند. بخشی از این باور حاصل فیلمی است که طی هجوم پیچندی سال ۱۹۹۱ در شهر آندوور، کانزاس ضبط شد و به‌سرعت در بین مردم انتشار یافت. در این فیلم، کارکنان بخش خبری و تعدادی از مردم عادی در زیر یک پل هوایی در کانزاس پناه می‌گیرند و با عبور پیچند از کنارشان از حادثه جان سالم به‌در می‌برند. بااین‌حال، پل هوایی بزرگراه مکانی خطرناک در طول وقوع پیچند است. اشخاصی که در این فیلم بودند به‌دلیل تلفیق غیراحتمالی اتفاقات توانستند از مهلکه جان سالم به‌در برند. این طوفان تنها یک پیچند ضعیف بود، آسیب مستقیمی بر پل هوایی وارد نکرد و خود پل هوایی، طراحی منحصربه‌فردی داشت. به جهت اثر ونتوری، بادهای پیچندی در محیط بستهٔ یک پل هوایی سرعت می‌یابند. درحقیقت در هجوم پیچندی اکلاهاما در ۳ مه ۱۹۹۹، سه پل هوایی بزرگراه مورد هجوم پیچندها قرار گرفتند و در هر سه موقعیت، به‌همراه مرگ‌ومیر، صدمات جدی بر افراد وارد شد. با مقایسه، طی همان هجوم پیچند، بیش از ۲۰۰۰ خانه به‌کلی ویران شدند، ۷۰۰۰ خانهٔ دیگر خسارت دیدند و تنها چند نفر در خانه‌های خود کشته شدند.
باوری که از دیرباز وجود داشته بر این است که در طول پیچند، گوشهٔ جنوب غربی زیرزمین امنیت بیشتری دارد. امن‌ترین مکان، سمت یا گوشه‌ای از زیرزمین است که در نقطهٔ مقابل مسیر نزدیک‌شدن پیچند است (معمولاً گوشهٔ شمال شرقی) یا مرکزی‌ترین اتاق در یک طبقهٔ پایین. پناه گرفتن در زیرزمین، زیر پلکان، یا زیر اسباب و اثاثیهٔ مقاوم مانند یک نیمکت کار، شانس زنده ماندن را افزایش می‌دهد.
نهایتاً، مناطقی هستند که مردم معتقدند از آسیب پیچندها در امان هستند، خواه این مناطق در یک شهر باشند، نزدیکی رودخانه‌ای اصلی باشند، بر روی تپه یا کوه قرار داشته باشند یا حتی توسط نیروهای فراطبیعی در امان باشند. گفته می‌شود پیچندها توانسته‌اند از رودخانه‌های اصلی عبور کنند، از کوه‌ها بالا روند، دره‌ها را تحت تأثیر قرار دهند و به چندین مرکز شهر خسارت وارد کنند. به‌عنوان یک قانون کلی، هیچ منطقه‌ای از گزند پیچندها در امان نیست، گرچه برخی مناطق از برخی مناطق دیگر مستعدتر هستند.

## پژوهش مداوم

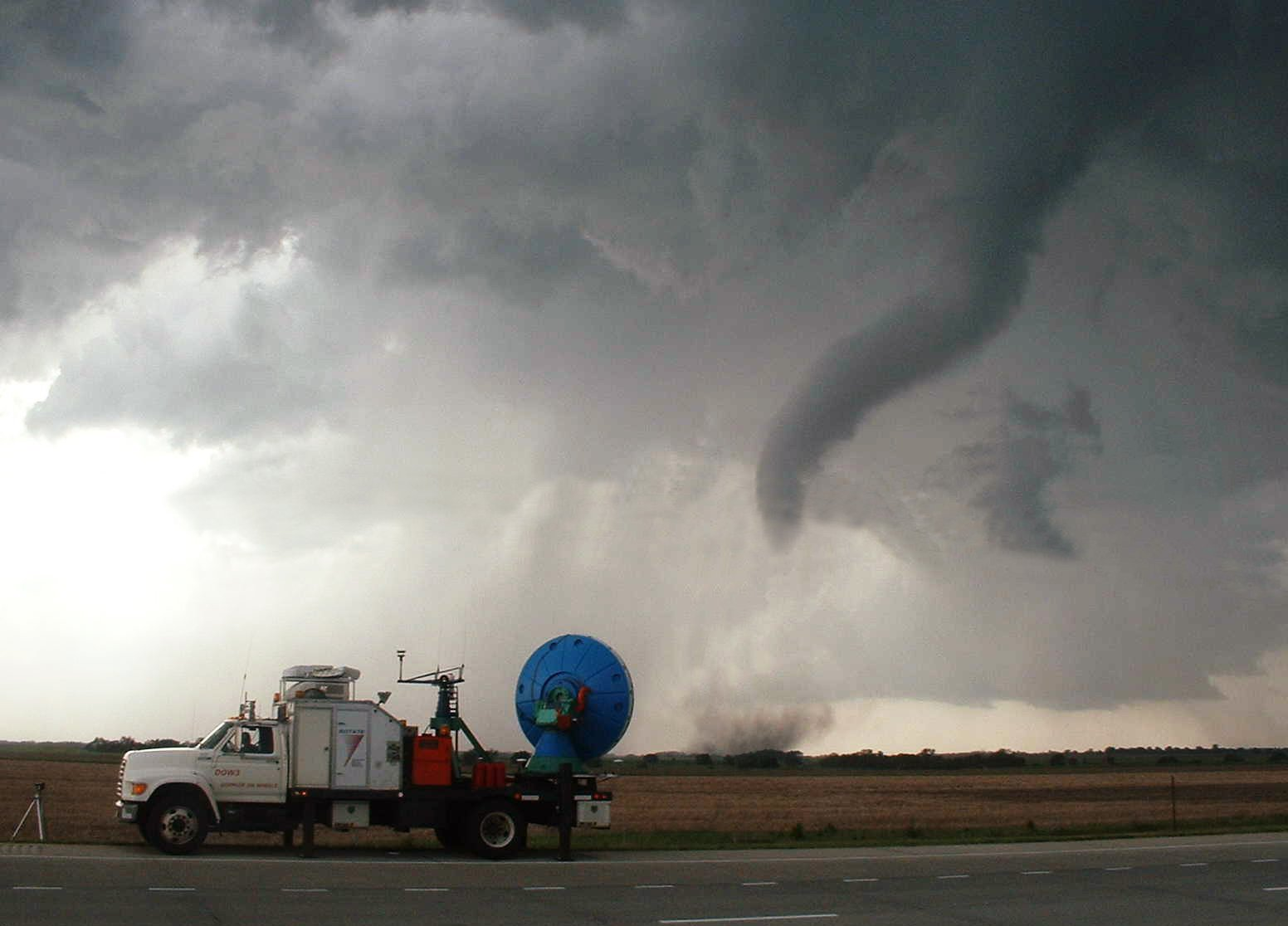
یک داپلر چهارچرخ نظاره‌گر پیچند در نزدیکی آتیکا، کانزاس

هواشناسی، علمی نسبتاً جوان است و مطالعهٔ پیچندها نیز جدیدتر. اگرچه درباب پیچندها حدود ۱۴۰ سال است که پژوهش می‌شود و حدود ۶۰ سال است که این پژوهش فشرده‌تر شده‌است، اما هنوز جنبه‌هایی از پیچندها در حد معما باقی مانده‌اند. دانشمندان درک نسبتاً خوبی از پیشرفت طوفان‌های تندری و طوفان‌های مزو و نیز از شرایط هواشناسی مساعد برای تشکیل آن‌ها دارند. بااین‌حال، مرحله‌ای که از ابرحفره (یا دیگر فرآیندهای تشکیل‌دهنده) به فرایند تشکیل پیچند می‌رسد و نیز پیش‌بینی سامانه‌های میان-چرخندی پیچندی در برابر غیر پیچندی هنوز به‌خوبی شناخته‌شده نیست و کانون تحقیقات زیادی است.
طوفان مزو سطح پایین و ورتیسیتی سطح پایین که به پیچند خلاصه می‌شود، یعنی فرایندها کدام‌ها هستند و رابطهٔ بین محیط زیست و طوفان شدید چیست. مشاهده شده‌است که پیچندهای شدید به‌طور هم‌زمان همراه با سامانهٔ میان-چرخندی رو به بالا تشکیل می‌شوند (به‌جای آن‌که به‌دنبال فرایند تشکیل سامانهٔ میان-چرخندی بیایند) و برخی پیچندهای شدید بدون سامانهٔ میان-چرخندی سطح میانی رخ می‌دهند.
در کل، نقش فروهنج‌ها، به‌ویژه فروهنج ضلع پشتی، و نیز کرانه‌های بلروکلینیک به‌طور فشرده مورد مطالعه قرار می‌گیرند.
پیش‌بینی قابل اعتماد شدت و طول عمر پیچند و نیز جزئیاتی که بر ویژگی‌های یک پیچند در طول چرخهٔ زندگی‌اش تأثیر می‌گذارند همگی هنوز به‌عنوان یک مسئله مطرحند. دیگر موضوعات غنی پژوهشی پیچندهای مرتبط با مزوورتیس‌ها در چارچوب ساختارهای خطی طوفان‌های تندری و نیز در چارچوب گردبادهای استوایی هستند.
دانشمندان هنوز مکانیسم‌های دقیقی که بیشتر پیچندها به‌وسیلهٔ آن تشکیل می‌شوند را نمی‌شناسند و پیچندهای پراکنده نیز هنوز بدون اعلام هشدار هجوم می‌آورند. تحلیل مشاهدات که شامل هم تحلیل ثابت و هم سیار است (سطحی و هوایی) ابزار طبیعی و حسگر از راه دور (غیرفعال فعال) ایده‌های جدید به‌وجود می‌آورند و اندیشه‌های موجود را اصلاح می‌کنند. نمونه‌گیری اعدادی نیز با ادغام مشاهدات و یافته‌های جدید، نسبت به درک فیزیکی ما دید تازه‌ای می‌دهند و سپس در شبیه‌سازی‌های کامپیوتری تست می‌شوند که به این طریق به اندیشه‌های نو اعتبار می‌بخشند و نیز منجر به تولید یافته‌های نظری جدیدی می‌شوند که بسیاری از آن‌ها دست نیافتنی‌اند. مهم‌تر اینکه رشد فناوری‌های جدید مشاهداتی و نصب شبکه‌های مشاهدهٔ رزلوشن زمانی و مکانی با کیفیت بهتر، به درک بیشتر و پیش‌بینی‌های بهتر در این خصوص کمک کرده‌است.
برنامه‌های تحقیقاتی شامل پروژه‌های میدانی مثل پروژه‌های ورتکس، استفاده از تو تو، داپلر چهارچرخ و ده‌ها برنامهٔ دیگر امید دارند بسیاری از سؤالات را که هنوز ذهن هواشناسان را به‌خود مشغول ساخته حل کنند. دانشگاه‌ها، آژانس‌های دولتی مانند آزمایشگاه ملی طوفان‌های بحرانی، هواشناسان بخش خصوصی و سازمان ملی پژوهش‌های جوی برخی از این نهادهایی هستند که در پژوهش بسیار فعال‌اند، البته با منابع درآمدی متفاوت که هم به‌صورت خصوصی و هم عمومی هستند و وجود انکارناپذیر بنیاد ملی علوم. بخشی از آهنگ پژوهش با تعداد مشاهداتی که می‌تواند انجام گیرد محدود می‌گردد، اختلافاتی که در اطلاعات موجود در خصوص باد، فشار و میزان رطوبت در سرتاسر جو محلی و نیز محاسبات موجود برای شبیه‌سازی از این دسته‌اند.
طوفان‌های خورشیدی که بسیار شبیه پیچندها هستند ثبت شده‌اند اما معلوم نیست این طوفان‌ها تا چه اندازه با همتاهای زمینیشان ارتباط دارند.

## نگارخانه

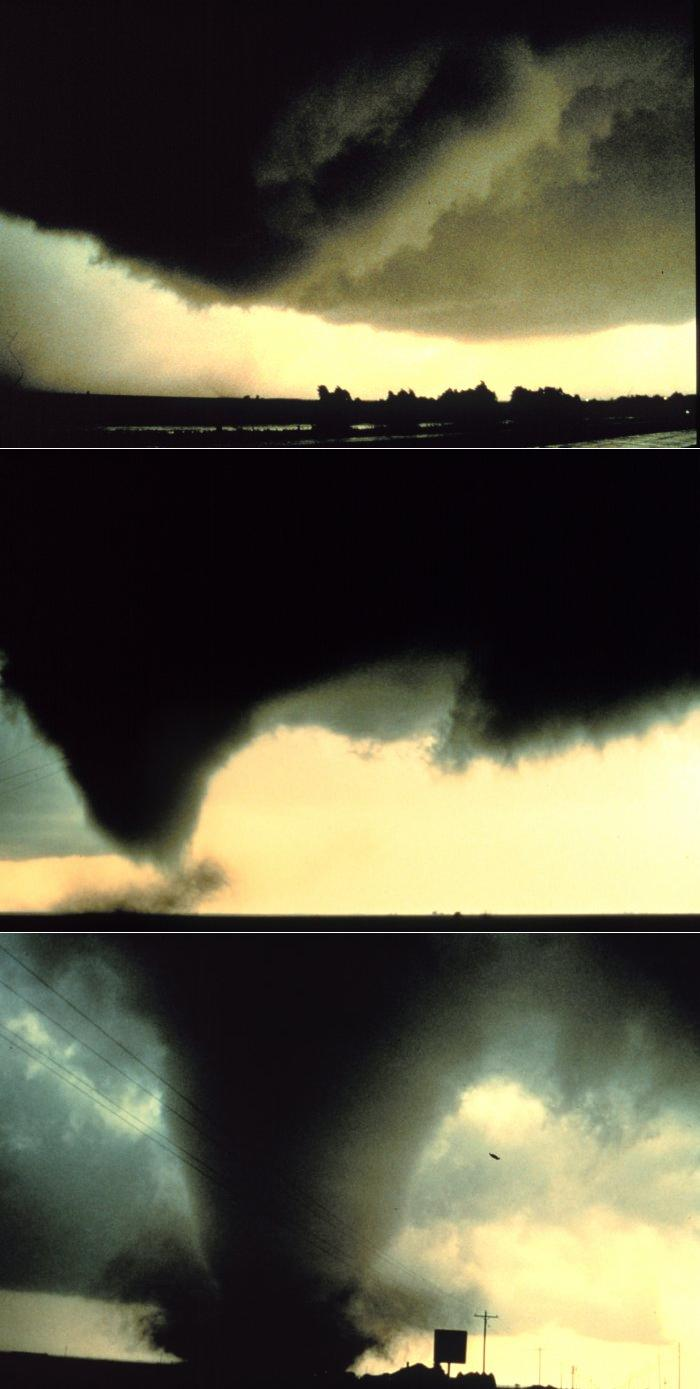
چگونگی ایجاد یک پیچند
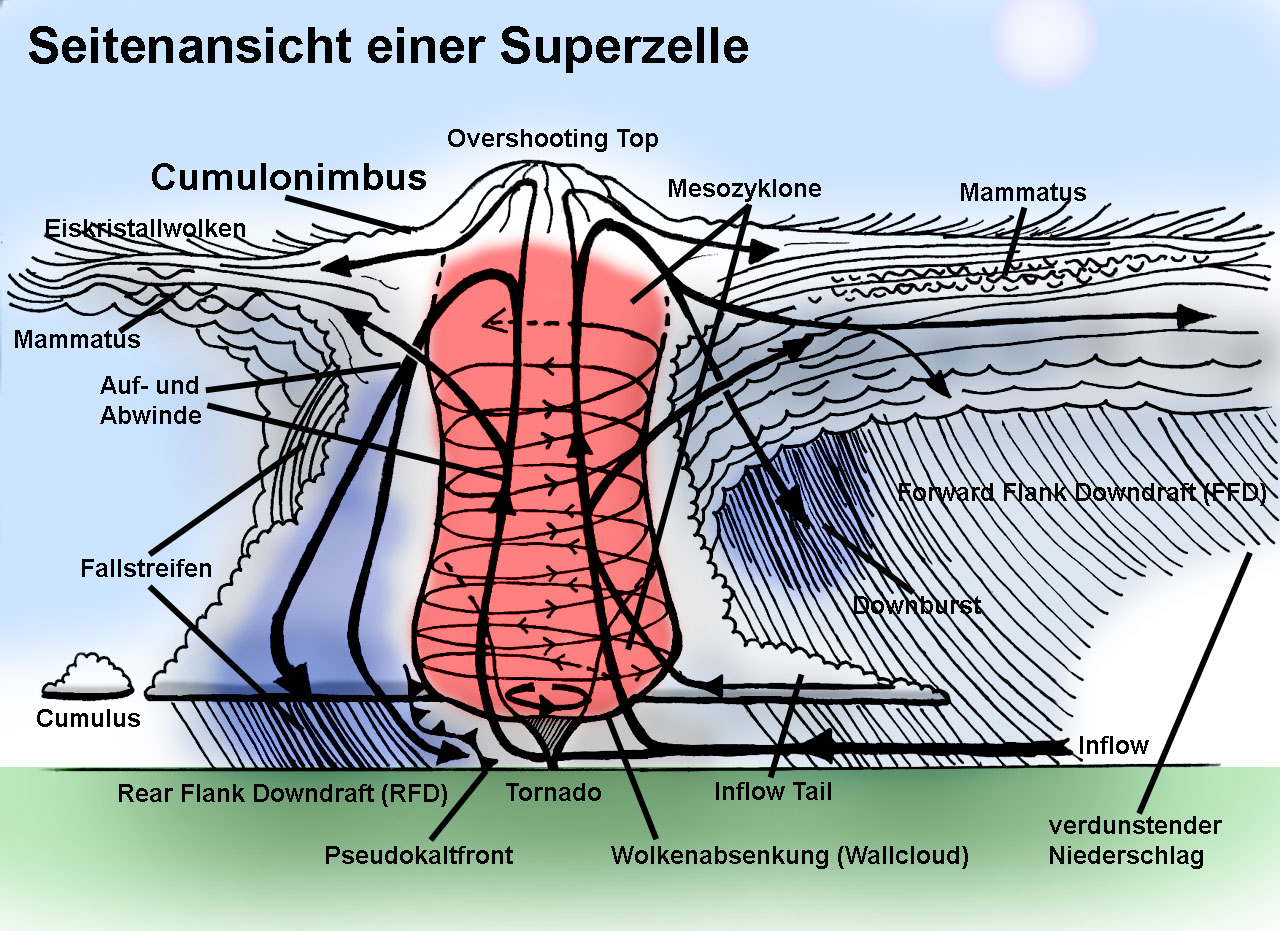
چگونگی ساختار ابر سلولی جریان‌های داخل یک پیچند.
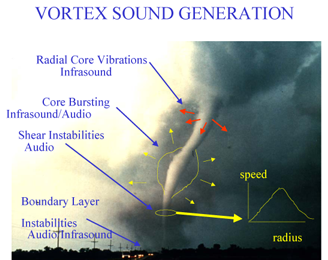
چگونگی تولید صوت در سازه‌های مختلف پیچند.
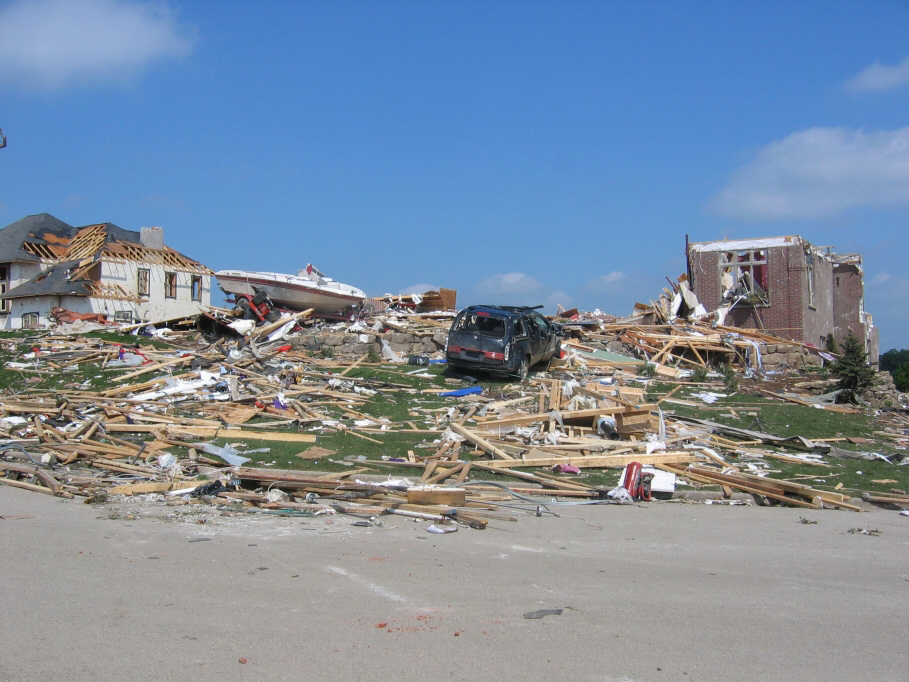
ویرانی پس از یک توفانِ پیچنده در ویسکانسین.

تصویری از پیچند که از جنوب شرقی الی، منیتوبا در روز جمعه، ۲۲ ژوئن ۲۰۰۷ (میلادی) عکس‌برداری شده‌است.

## وبگاه
- مرکز اداری جوی و دریایی ایالات متحده آمریکا: دفتر مطالعات پیچند بایگانی‌شده  در ۳۱ اوت ۲۰۰۷ توسط Wayback Machine